# Torneo Clausura 2021 (México)
El Torneo Clausura 2021 o también llamado Torneo Guard1anes Clausura 2021 fue la centésima quinta edición del campeonato de liga de la Primera División del fútbol mexicano; se trató del 50.º torneo corto, luego del cambio en el formato de competencia, con el que se terminó la temporada 2020-2021. Tras la reunión del comité ejecutivo de la Liga MX el 7 de diciembre de 2020, se tomó la decisión de aprobar la continuidad del nombre «Guard1anes» para este torneo.
Cruz Azul fue campeón del torneo al derrotar a Santos Laguna en el marcador global 2-1, después de realizar una extraordinaria campaña donde igualó dos récords de León impuestos en el Clausura 2019: el de más victorias consecutivas (12 triunfos) y el de mayor porcentaje de puntos ganados en torneos cortos (80.3%), aunque, a diferencia del cuadro guanajuatense, el conjunto celeste sí logró obtener el título, con el cual terminó una racha de 23 años y medio sin ser campeón de liga.

## Sistema de competición
El torneo de la Liga BBVA MX, está conformado en dos partes:
- Fase de calificación: Se integra por las 17 jornadas del torneo.
- Fase final: Se integra por los partidos de reclasificación, cuartos de final, semifinal y final, más conocida como liguilla.

### Fase de clasificación
En la fase de clasificación se observó el sistema de puntos. La ubicación en la tabla general, está sujeta a las siguientes condiciones:
- Por juego ganado se obtendrán tres puntos.
- Por juego empatado se obtendrá un punto.
- Por juego perdido no se otorgan puntos.

En esta fase participan los 18 clubes de la Liga BBVA MX jugando en cada torneo todos contra todos durante las 17 jornadas respectivas, a un solo partido.
El orden de los clubes al final de la fase de calificación del torneo corresponderá a la suma de los puntos obtenidos por cada uno de ellos y se presentará en forma descendente. Si al finalizar las 17 jornadas del torneo, dos o más clubes estuviesen empatados en puntos, su posición en la tabla general será determinada atendiendo a los siguientes criterios de desempate:
1. Mejor diferencia entre los goles anotados y recibidos y goles.
2. Mayor número de goles anotados.
3. Marcadores particulares entre los clubes empatados.
4. Mayor número de goles anotados como visitante.
5. Mejor ubicado en la tabla general de cociente.
6. Tabla Fair Play.
7. Sorteo.

Para determinar los lugares que ocuparán los clubes que participen en la fase final del torneo se tomará como base la tabla general de clasificación.
Participan automáticamente por el título de Campeón de la Liga BBVA MX, los 12 primeros clubes de la tabla general de clasificación al término de las 17 jornadas.

### Fase final
Previo a la ronda de cuartos de final, habrá una fase de reclasificación en la que participarán los clubes ubicados entre las posiciones 5 y 12 de la tabla general. Jugarán el 5 vs. el 12, el 6 vs. el 11, 7 vs. 10 y 8 vs 9. Las eliminatorias se jugarán a partido único, en el estadio del club mejor ubicado en la tabla general. Los 4 clubes ganadores se reubicarán en los lugares del 5 al 8, según su posición en la tabla, para jugar la etapa de cuartos de final. Los equipos ubicados entre los lugares 1 y 4 de la tabla general del torneo regular clasificarán de manera directa a la misma fase.
Los ocho clubes calificados para cuartos de final serán reubicados de acuerdo con el lugar que ocupen en la tabla general al término de la jornada 17, con el puesto del número uno al club mejor clasificado, y así hasta el número 8. Los partidos a esta fase se desarrollarán a visita, en las siguientes etapas:
Los clubes vencedores en los partidos de cuartos de final y semifinal serán aquellos que en los dos juegos anoten el mayor número de goles. De existir empate en el número de goles anotados, la posición se definirá a favor del club con mayor cantidad de goles a favor cuando actúe como visitante. Aplicarán las mismas normativas para el orden de enfrentamientos la ronda de semifinales y final.
Si una vez aplicado el criterio anterior los clubes siguieran empatados, se observará la posición de los clubes en la tabla general de clasificación.
Los partidos correspondientes a las fases de visita recíproca se jugarán obligatoriamente los días miércoles y sábado, y jueves y domingo eligiendo, en su caso, exclusivamente en forma descendente, los cuatro clubes mejor clasificados en la tabla general al término de la jornada 17, el día y horario de su partido como local. Los siguientes cuatro clubes podrán elegir únicamente el horario.
El club vencedor de la final y por lo tanto campeón, será aquel que en los dos partidos anote el mayor número de goles. Si al término del tiempo reglamentario el partido está empatado, se agregarán dos tiempos extras de 15 minutos cada uno. De persistir el empate en estos periodos, se procederá a lanzar tiros penales hasta que resulte un vencedor.
Los partidos de cuartos de final se jugarán de la siguiente manera:
1.º vs 8.º

2.º vs 7.º

3.º vs 6.º

4.º vs 5.º
En las semifinales participarán los cuatro clubes vencedores de cuartos de final, reubicándolos del uno al cuatro, de acuerdo a su mejor posición en la Tabla general de clasificación al término de la jornada 17 del torneo correspondiente, enfrentándose:
1.º vs 4.º

2.º vs 3.º
Disputarán el título de campeón del Torneo de Clausura 2021, los dos clubes vencedores de la fase semifinal correspondiente, reubicándolos del uno al dos, de acuerdo a su mejor posición en la tabla general de clasificación al término de la jornada 17 de cada torneo.

## Equipos participantes

### Información de los equipos participantes
| Equipo               | Entrenador             | Ciudad                           | Estadio                | Capacidad | Fundación       | Patrocinador       | Kit          |
| -------------------- | ---------------------- | -------------------------------- | ---------------------- | --------- | --------------- | ------------------ | ------------ |
| América              | Santiago Solari        | Ciudad de México                 | Azteca                 | 87 000    | 1916 (108 años) | AT&T               | Nike         |
| Atlas                | Diego Cocca            | Guadalajara, Jalisco             | Jalisco                | 56 713    | 1916 (108 años) | Banco Azteca       | Charly       |
| Atlético de San Luis | Leonel Rocco           | San Luis Potosí, San Luis Potosí | Alfonso Lastras        | 30 000    | 2013 (12 años)  | Canel's            | Pirma        |
| Cruz Azul            | Juan Reynoso           | Ciudad de México                 | Azteca                 | 87 000    | 1927 (98 años)  | Cemento Cruz Azul  | Joma         |
| Guadalajara          | Víctor Manuel Vucetich | Guadalajara, Jalisco             | Akron                  | 49 850    | 1906 (119 años) | Caliente           | Puma         |
| Juárez               | Alfonso Sosa           | Ciudad Juárez, Chihuahua         | Olímpico Benito Juárez | 19 703    | 2015 (10 años)  | S-Mart             | Carrara      |
| León                 | Ignacio Ambriz         | León de los Aldama, Guanajuato   | León                   | 31 297    | 1943 (81 años)  | Telcel             | Pirma        |
| Mazatlán             | Tomás Boy              | Mazatlán, Sinaloa                | Mazatlán               | 25 000    | 2020 (5 años)   | Caliente           | Pirma        |
| Monterrey            | Javier Aguirre         | Monterrey, Nuevo León            | BBVA                   | 53 500    | 1945 (79 años)  | BBVA México        | Puma         |
| Necaxa               | Pablo Guede            | Aguascalientes, Aguascalientes   | Victoria               | 25 994    | 1923 (101 años) | Rolcar             | Pirma        |
| Pachuca              | Paulo Pezzolano        | Pachuca de Soto, Hidalgo         | Hidalgo                | 30 000    | 1892 (132 años) | Cementos Fortaleza | Charly       |
| Puebla               | Nicolás Larcamón       | Puebla de Zaragoza, Puebla       | Cuauhtémoc             | 51 726    | 1944 (81 años)  | AT&T               | Umbro        |
| Querétaro            | Héctor Altamirano      | Querétaro, Querétaro             | Corregidora            | 35 575    | 1950 (74 años)  | Banco Multiva      | Charly       |
| Santos               | Guillermo Almada       | Torreón, Coahuila                | Corona                 | 30 000    | 1983 (41 años)  | Soriana            | Charly       |
| Tigres UANL          | Ricardo Ferretti       | Monterrey, Nuevo León            | Universitario          | 41 615    | 1960 (65 años)  | Cemex              | Adidas       |
| Tijuana              | Robert Siboldi         | Tijuana, Baja California         | Caliente               | 27 333    | 2007 (18 años)  | Caliente           | Charly       |
| Toluca               | Hernán Cristante       | Toluca, Estado de México         | Nemesio Díez           | 30 000    | 1917 (108 años) | tolucafc.com       | Under Armour |
| UNAM                 | Andrés Lillini         | Ciudad de México                 | Olímpico Universitario | 72 000    | 1954 (70 años)  | DHL                | Nike         |

- Datos actualizados al 19 de abril de 2021.

### Cambios de entrenadores
| Equipo  | Entrenador (jornadas)                                              |
| ------- | ------------------------------------------------------------------ |
| Juárez  | Luis Fernando Tena (1 - 11) Alfonso Sosa (12 - )                   |
| Necaxa  | José Guadalupe Cruz (1 - 11) Guillermo Vázquez (12 - )             |
| Tijuana | Pablo Guede (1 - 14) Ildefonso Mendoza (15) Robert Siboldi (16 - ) |

### Equipos por Entidad Federativa
Para la temporada 2020-21, la entidad federativa de la República Mexicana con más equipos en la Primera División es la Ciudad de México con tres equipos. Catorce entidades estarán representados en el torneo.
| Entidad Federativa | N.º | Equipos                          |
| ------------------ | --- | -------------------------------- |
| Ciudad de México   | 3   | América, Cruz Azul, y Pumas UNAM |
| Jalisco            | 2   | Atlas y Guadalajara              |
| Nuevo León         | 2   | Monterrey y Tigres UANL          |
| Aguascalientes     | 1   | Necaxa                           |
| Baja California    | 1   | Tijuana                          |
| Chihuahua          | 1   | Juárez                           |
| Coahuila           | 1   | Santos                           |
| Estado de México   | 1   | Toluca                           |
| Guanajuato         | 1   | León                             |
| Hidalgo            | 1   | Pachuca                          |
| Puebla             | 1   | Puebla                           |
| Querétaro          | 1   | Querétaro                        |
| San Luis Potosí    | 1   | Atlético de San Luis             |
| Sinaloa            | 1   | Mazatlán                         |

## Torneo regular
- El Calendario completo según la página oficial.
- Los horarios son correspondientes al Tiempo del Centro de México (UTC-6 y UTC-5 en horario de verano).[12]

| Jornada 1 | Jornada 1 | Jornada 1            | Jornada 1     | Jornada 1   | Jornada 1 | Jornada 1    | Jornada 1  | Jornada 1 | Jornada 1 |
| Local     | Resultado | Visitante            | Estadio       | Fecha       | Hora      | Espectadores | Amonestado | Expulsado |           |
| --------- | --------- | -------------------- | ------------- | ----------- | --------- | ------------ | ---------- | --------- | --------- |
| Puebla    | 1 - 1     | Guadalajara          | Cuauhtémoc    | 8 de enero  | 19:30     | 0            | 3          | 0         |           |
| Tijuana   | 0 - 0     | UNAM                 | Caliente      | 8 de enero  | 21:00     | 0            | 2          | 0         |           |
| Mazatlán  | 3 - 2     | Necaxa               | Mazatlán      | 8 de enero  | 21:30     | 7 049        | 3          | 0         |           |
| Atlas     | 0 - 2     | Monterrey            | Jalisco       | 9 de enero  | 17:00     | 0            | 4          | 1         |           |
| Tigres    | 2 - 0     | León                 | Universitario | 9 de enero  | 19:00     | 0            | 2          | 0         |           |
| América   | 2 - 1     | Atlético de San Luis | Azteca        | 9 de enero  | 21:00     | 0            | 3          | 0         |           |
| Toluca    | 3 - 1     | Querétaro            | Nemesio Díez  | 10 de enero | 12:00     | 0            | 5          | 0         |           |
| Santos    | 1 - 0     | Cruz Azul            | Corona        | 10 de enero | 19:06     | 0            | 4          | 0         |           |
| Pachuca   | 1 - 1     | Juárez               | Hidalgo       | 11 de enero | 21:00     | 0            | 2          | 2         |           |

| Jornada 2   | Jornada 2 | Jornada 2            | Jornada 2              | Jornada 2   | Jornada 2 | Jornada 2    | Jornada 2  | Jornada 2 | Jornada 2 |
| Local       | Resultado | Visitante            | Estadio                | Fecha       | Hora      | Espectadores | Amonestado | Expulsado |           |
| ----------- | --------- | -------------------- | ---------------------- | ----------- | --------- | ------------ | ---------- | --------- | --------- |
| Necaxa      | 1 - 0     | Atlético de San Luis | Victoria               | 15 de enero | 19:30     | 3 726        | 4          | 1         |           |
| Juárez      | 0 - 0     | Tijuana              | Olímpico Benito Juárez | 15 de enero | 21:30     | 0            | 5          | 0         |           |
| Guadalajara | 1 - 1     | Toluca               | Akron                  | 16 de enero | 17:00     | 0            | 4          | 0         |           |
| Cruz Azul   | 0 - 1     | Puebla               | Azteca                 | 16 de enero | 19:00     | 0            | 5          | 0         |           |
| Monterrey   | 1 - 0     | América              | BBVA                   | 16 de enero | 21:06     | 0            | 3          | 1         |           |
| UNAM        | 3 - 0     | Mazatlán             | Olímpico Universitario | 17 de enero | 12:00     | 0            | 0          | 0         |           |
| Santos      | 2 - 0     | Tigres               | Corona                 | 17 de enero | 19:06     | 0            | 2          | 0         |           |
| Querétaro   | 1 - 0     | Atlas                | Corregidora            | 17 de enero | 21:06     | 0            | 4          | 0         |           |
| León        | 0 - 0     | Pachuca              | León                   | 18 de enero | 21:00     | 0            | 4          | 0         |           |

| Jornada 3            | Jornada 3 | Jornada 3   | Jornada 3       | Jornada 3   | Jornada 3 | Jornada 3    | Jornada 3  | Jornada 3 | Jornada 3 |
| Local                | Resultado | Visitante   | Estadio         | Fecha       | Hora      | Espectadores | Amonestado | Expulsado |           |
| -------------------- | --------- | ----------- | --------------- | ----------- | --------- | ------------ | ---------- | --------- | --------- |
| Atlético de San Luis | 3 - 1     | Guadalajara | Alfonso Lastras | 21 de enero | 21:00     | 0            | 7          | 0         |           |
| Puebla               | 0 - 1     | Tijuana     | Cuauhtémoc      | 22 de enero | 19:30     | 0            | 5          | 0         |           |
| Mazatlán             | 0 - 0     | Santos      | Mazatlán        | 22 de enero | 21:30     | 0            | 3          | 0         |           |
| Atlas                | 0 - 2     | Tigres      | Jalisco         | 23 de enero | 19:00     | 0            | 6          | 0         |           |
| Toluca               | 2 - 0     | Necaxa      | Nemesio Díez    | 24 de enero | 12:00     | 0            | 6          | 1         |           |
| Querétaro            | 2 - 0     | UNAM        | Corregidora     | 24 de enero | 19:00     | 0            | 4          | 0         |           |
| Pachuca              | 0 - 1     | Cruz Azul   | Hidalgo         | 25 de enero | 21:00     | 0            | 3          | 0         |           |
| América              | 2 - 0     | Juárez      | Azteca          | 26 de enero | 20:30     | 0            | 2          | 0         |           |
| Monterrey            | 1 - 1     | León        | BBVA            | 10 de marzo | 21:00     | 0            | 4          | 0         |           |

| Jornada 4   | Jornada 4 | Jornada 4            | Jornada 4              | Jornada 4    | Jornada 4 | Jornada 4    | Jornada 4  | Jornada 4 | Jornada 4 |
| Local       | Resultado | Visitante            | Estadio                | Fecha        | Hora      | Espectadores | Amonestado | Expulsado |           |
| ----------- | --------- | -------------------- | ---------------------- | ------------ | --------- | ------------ | ---------- | --------- | --------- |
| Tigres      | 1 - 1     | Necaxa               | Universitario          | 28 de enero  | 21:00     | 0            | 6          | 0         |           |
| Mazatlán    | 1 - 0     | Pachuca              | Mazatlán               | 29 de enero  | 21:30     | 6 527        | 6          | 0         |           |
| Guadalajara | 1 - 2     | Juárez               | Akron                  | 30 de enero  | 19:00     | 0            | 4          | 0         |           |
| Cruz Azul   | 4 - 1     | Querétaro            | Azteca                 | 30 de enero  | 21:00     | 0            | 2          | 0         |           |
| Tijuana     | 3 - 2     | Toluca               | Caliente               | 30 de enero  | 21:06     | 0            | 6          | 0         |           |
| UNAM        | 0 - 0     | Atlas                | Olímpico Universitario | 31 de enero  | 12:00     | 0            | 4          | 0         |           |
| Santos      | 1 - 1     | América              | Corona                 | 31 de enero  | 19:06     | 0            | 3          | 0         |           |
| León        | 3 - 1     | Atlético de San Luis | León                   | 1 de febrero | 21:00     | 0            | 6          | 0         |           |
| Puebla      | 0 - 0     | Monterrey            | Cuauhtémoc             | 2 de febrero | 21:00     | 0            | 2          | 0         |           |

| Jornada 5            | Jornada 5 | Jornada 5   | Jornada 5              | Jornada 5    | Jornada 5 | Jornada 5    | Jornada 5  | Jornada 5 | Jornada 5 |
| Local                | Resultado | Visitante   | Estadio                | Fecha        | Hora      | Espectadores | Amonestado | Expulsado |           |
| -------------------- | --------- | ----------- | ---------------------- | ------------ | --------- | ------------ | ---------- | --------- | --------- |
| Atlético de San Luis | 2 - 2     | Tijuana     | Alfonso Lastras        | 4 de febrero | 19:00     | 0            | 7          | 0         |           |
| Querétaro            | 3 - 1     | Pachuca     | Corregidora            | 4 de febrero | 21:00     | 0            | 1          | 0         |           |
| Necaxa               | 0 - 2     | Cruz Azul   | Victoria               | 5 de febrero | 21:30     | 0            | 2          | 0         |           |
| Atlas                | 1 - 1     | Santos      | Jalisco                | 6 de febrero | 17:00     | 0            | 6          | 0         |           |
| América              | 1 - 0     | Puebla      | Azteca                 | 6 de febrero | 19:00     | 0            | 1          | 1         |           |
| Monterrey            | 1 - 0     | UNAM        | BBVA                   | 6 de febrero | 21:00     | 0            | 1          | 1         |           |
| Toluca               | 4 - 1     | Mazatlán    | Nemesio Díez           | 7 de febrero | 12:00     | 0            | 4          | 0         |           |
| León                 | 1 - 3     | Guadalajara | León                   | 8 de febrero | 21:00     | 0            | 5          | 1         |           |
| Juárez               | 2 - 3     | Tigres      | Olímpico Benito Juárez | 14 de abril  | 21:00     | 0            | 5          | 0         |           |

| Jornada 6   | Jornada 6 | Jornada 6            | Jornada 6     | Jornada 6     | Jornada 6 | Jornada 6    | Jornada 6  | Jornada 6 | Jornada 6 |
| Local       | Resultado | Visitante            | Estadio       | Fecha         | Hora      | Espectadores | Amonestado | Expulsado |           |
| ----------- | --------- | -------------------- | ------------- | ------------- | --------- | ------------ | ---------- | --------- | --------- |
| Puebla      | 4 - 0     | Juárez               | Cuauhtémoc    | 12 de febrero | 19:30     | 0            | 3          | 0         |           |
| Tijuana     | 2 - 0     | León                 | Caliente      | 12 de febrero | 21:00     | 0            | 6          | 1         |           |
| Mazatlán    | 0 - 3     | Atlético de San Luis | Mazatlán      | 12 de febrero | 21:30     | 6 378        | 5          | 0         |           |
| Guadalajara | 2 - 2     | Necaxa               | Akron         | 13 de febrero | 19:00     | 0            | 4          | 0         |           |
| América     | 2 - 1     | Querétaro            | Azteca        | 13 de febrero | 21:00     | 0            | 2          | 1         |           |
| Toluca      | 1 - 0     | UNAM                 | Nemesio Díez  | 14 de febrero | 12:00     | 0            | 4          | 0         |           |
| Santos      | 1 - 0     | Monterrey            | Corona        | 14 de febrero | 19:06     | 0            | 4          | 0         |           |
| Pachuca     | 0 - 1     | Atlas                | Hidalgo       | 15 de febrero | 21:00     | 0            | 3          | 0         |           |
| Tigres      | 0 - 2     | Cruz Azul            | Universitario | 17 de febrero | 21:00     | 0            | 2          | 0         |           |

| Jornada 7            | Jornada 7 | Jornada 7   | Jornada 7              | Jornada 7     | Jornada 7 | Jornada 7    | Jornada 7  | Jornada 7 | Jornada 7 |
| Local                | Resultado | Visitante   | Estadio                | Fecha         | Hora      | Espectadores | Amonestado | Expulsado |           |
| -------------------- | --------- | ----------- | ---------------------- | ------------- | --------- | ------------ | ---------- | --------- | --------- |
| Atlético de San Luis | 1 - 0     | Santos      | Alfonso Lastras        | 18 de febrero | 21:00     | 0            | 8          | 2         |           |
| Necaxa               | 1 - 1     | Monterrey   | Victoria               | 19 de febrero | 19:30     | 0            | 2          | 0         |           |
| Juárez               | 1 - 0     | Mazatlán    | Olímpico Benito Juárez | 19 de febrero | 21:30     | 0            | 3          | 0         |           |
| Cruz Azul            | 3 - 2     | Toluca      | Azteca                 | 20 de febrero | 19:00     | 0            | 4          | 0         |           |
| Atlas                | 3 - 0     | América     | Jalisco                | 20 de febrero | 21:00     | 0            | 6          | 1         |           |
| UNAM                 | 0 - 1     | León        | Olímpico Universitario | 21 de febrero | 12:00     | 0            | 5          | 0         |           |
| Querétaro            | 1 - 1     | Puebla      | Corregidora            | 21 de febrero | 17:00     | 0            | 3          | 0         |           |
| Tigres               | 3 - 2     | Tijuana     | Universitario          | 21 de febrero | 19:00     | 0            | 3          | 0         |           |
| Pachuca              | 1 - 1     | Guadalajara | Hidalgo                | 22 de febrero | 21:00     | 0            | 2          | 0         |           |

| Jornada 8            | Jornada 8 | Jornada 8 | Jornada 8       | Jornada 8     | Jornada 8 | Jornada 8    | Jornada 8  | Jornada 8 | Jornada 8 |
| Local                | Resultado | Visitante | Estadio         | Fecha         | Hora      | Espectadores | Amonestado | Expulsado |           |
| -------------------- | --------- | --------- | --------------- | ------------- | --------- | ------------ | ---------- | --------- | --------- |
| Atlético de San Luis | 2 - 2     | Tigres    | Alfonso Lastras | 25 de febrero | 21:00     | 0            | 4          | 0         |           |
| Puebla               | 1 - 0     | Necaxa    | Cuauhtémoc      | 26 de febrero | 19:30     | 0            | 1          | 0         |           |
| Mazatlán             | 3 - 0     | Querétaro | Mazatlán        | 26 de febrero | 21:30     | 7 267        | 3          | 2         |           |
| Toluca               | 0 - 0     | Atlas     | Nemesio Díez    | 27 de febrero | 17:00     | 0            | 3          | 0         |           |
| América              | 2 - 0     | Pachuca   | Azteca          | 27 de febrero | 19:00     | 0            | 0          | 1         |           |
| León                 | 0 - 1     | Cruz Azul | León            | 27 de febrero | 21:00     | 0            | 6          | 0         |           |
| Monterrey            | 1 - 1     | Tijuana   | BBVA            | 28 de febrero | 17:00     | 0            | 2          | 0         |           |
| Santos               | 3 - 2     | Juárez    | Corona          | 28 de febrero | 19:06     | 0            | 2          | 0         |           |
| Guadalajara          | 2 - 1     | UNAM      | Akron           | 28 de febrero | 21:00     | 0            | 3          | 0         |           |

| Jornada 9 | Jornada 9 | Jornada 9            | Jornada 9              | Jornada 9  | Jornada 9 | Jornada 9    | Jornada 9  | Jornada 9 | Jornada 9 |
| Local     | Resultado | Visitante            | Estadio                | Fecha      | Hora      | Espectadores | Amonestado | Expulsado |           |
| --------- | --------- | -------------------- | ---------------------- | ---------- | --------- | ------------ | ---------- | --------- | --------- |
| Atlas     | 3 - 1     | Atlético de San Luis | Jalisco                | 2 de marzo | 17:00     | 0            | 1          | 2         |           |
| Tigres    | 0 - 1     | Toluca               | Universitario          | 2 de marzo | 19:00     | 0            | 4          | 0         |           |
| León      | 1 - 2     | Puebla               | León                   | 2 de marzo | 21:00     | 0            | 5          | 0         |           |
| Querétaro | 2 - 2     | Guadalajara          | Corregidora            | 3 de marzo | 19:00     | 0            | 6          | 0         |           |
| Juárez    | 1 - 6     | Monterrey            | Olímpico Benito Juárez | 3 de marzo | 19:00     | 5 211        | 6          | 0         |           |
| Cruz Azul | 1 - 0     | Mazatlán             | Azteca                 | 3 de marzo | 21:00     | 0            | 2          | 1         |           |
| Tijuana   | 0 - 2     | América              | Caliente               | 3 de marzo | 21:06     | 0            | 1          | 0         |           |
| Necaxa    | 2 - 2     | Pachuca              | Victoria               | 4 de marzo | 19:00     | 4 948        | 4          | 0         |           |
| UNAM      | 1 - 0     | Santos               | Olímpico Universitario | 4 de marzo | 21:00     | 0            | 8          | 0         |           |

| Jornada 10           | Jornada 10 | Jornada 10  | Jornada 10             | Jornada 10 | Jornada 10 | Jornada 10   | Jornada 10 | Jornada 10 | Jornada 10 |
| Local                | Resultado  | Visitante   | Estadio                | Fecha      | Hora       | Espectadores | Amonestado | Expulsado  |            |
| -------------------- | ---------- | ----------- | ---------------------- | ---------- | ---------- | ------------ | ---------- | ---------- | ---------- |
| Atlético de San Luis | 0 - 0      | Toluca      | Alfonso Lastras        | 5 de marzo | 19:30      | 0            | 4          | 0          |            |
| Puebla               | 1 - 1      | Tigres      | Cuauhtémoc             | 5 de marzo | 21:30      | 0            | 6          | 0          |            |
| Atlas                | 2 - 0      | Juárez      | Jalisco                | 6 de marzo | 17:00      | 0            | 2          | 0          |            |
| América              | 2 - 1      | León        | Azteca                 | 6 de marzo | 19:00      | 0            | 4          | 0          |            |
| Monterrey            | 2 - 1      | Querétaro   | BBVA                   | 6 de marzo | 19:06      | 0            | 2          | 1          |            |
| Mazatlán             | 1 - 1      | Guadalajara | Mazatlán               | 6 de marzo | 21:00      | 9 543        | 2          | 0          |            |
| Santos               | 3 - 1      | Necaxa      | Corona                 | 7 de marzo | 19:06      | 6 510        | 4          | 0          |            |
| UNAM                 | 0 - 1      | Cruz Azul   | Olímpico Universitario | 7 de marzo | 21:00      | 0            | 3          | 0          |            |
| Pachuca              | 2 - 1      | Tijuana     | Hidalgo                | 8 de marzo | 21:00      | 0            | 2          | 1          |            |

| Jornada 11  | Jornada 11 | Jornada 11           | Jornada 11             | Jornada 11  | Jornada 11 | Jornada 11   | Jornada 11 | Jornada 11 | Jornada 11 |
| Local       | Resultado  | Visitante            | Estadio                | Fecha       | Hora       | Espectadores | Amonestado | Expulsado  |            |
| ----------- | ---------- | -------------------- | ---------------------- | ----------- | ---------- | ------------ | ---------- | ---------- | ---------- |
| Puebla      | 0 - 1      | Atlas                | Cuauhtémoc             | 12 de marzo | 19:30      | 0            | 7          | 0          |            |
| Juárez      | 1 - 1      | UNAM                 | Olímpico Benito Juárez | 12 de marzo | 21:30      | 5 780        | 8          | 0          |            |
| Tigres      | 1 - 2      | Mazatlán             | Universitario          | 13 de marzo | 19:00      | 0            | 4          | 1          |            |
| Cruz Azul   | 1 - 0      | Monterrey            | Azteca                 | 13 de marzo | 21:00      | 0            | 7          | 0          |            |
| Tijuana     | 0 - 1      | Santos               | Caliente               | 13 de marzo | 21:06      | 0            | 1          | 1          |            |
| Toluca      | 0 - 2      | Pachuca              | Nemesio Díez           | 14 de marzo | 12:00      | 0            | 4          | 1          |            |
| Querétaro   | 2 - 1      | Atlético de San Luis | Corregidora            | 14 de marzo | 18:00      | 0            | 6          | 0          |            |
| Guadalajara | 0 - 3      | América              | Akron                  | 14 de marzo | 20:00      | 10 141       | 3          | 1          |            |
| León        | 3 - 1      | Necaxa               | León                   | 15 de marzo | 21:00      | 4 891        | 5          | 0          |            |

| Jornada 12           | Jornada 12 | Jornada 12  | Jornada 12      | Jornada 12  | Jornada 12 | Jornada 12   | Jornada 12 | Jornada 12 | Jornada 12 |
| Local                | Resultado  | Visitante   | Estadio         | Fecha       | Hora       | Espectadores | Amonestado | Expulsado  |            |
| -------------------- | ---------- | ----------- | --------------- | ----------- | ---------- | ------------ | ---------- | ---------- | ---------- |
| Pachuca              | 1 - 0      | Tigres      | Hidalgo         | 18 de marzo | 20:00      | 5 801        | 1          | 0          |            |
| Necaxa               | 1 - 0      | Juárez      | Victoria        | 19 de marzo | 19:00      | 4 153        | 6          | 0          |            |
| Mazatlán             | 0 - 1      | América     | Mazatlán        | 19 de marzo | 21:00      | 10 159       | 2          | 0          |            |
| Atlético de San Luis | 0 - 1      | UNAM        | Alfonso Lastras | 20 de marzo | 17:00      | 0            | 6          | 1          |            |
| Cruz Azul            | 3 - 2      | Atlas       | Azteca          | 20 de marzo | 19:00      | 0            | 1          | 0          |            |
| Tijuana              | 3 - 1      | Querétaro   | Caliente        | 20 de marzo | 21:06      | 0            | 4          | 0          |            |
| Toluca               | 4 - 4      | Puebla      | Nemesio Díez    | 21 de marzo | 12:00      | 0            | 3          | 1          |            |
| Santos               | 1 - 2      | León        | Corona          | 21 de marzo | 19:06      | 8 453        | 4          | 0          |            |
| Monterrey            | 1 - 2      | Guadalajara | BBVA            | 21 de abril | 21:10      | 10 167       | 5          | 1          |            |

| Jornada 13  | Jornada 13 | Jornada 13           | Jornada 13             | Jornada 13 | Jornada 13 | Jornada 13   | Jornada 13 | Jornada 13 | Jornada 13 |
| Local       | Resultado  | Visitante            | Estadio                | Fecha      | Hora       | Espectadores | Amonestado | Expulsado  |            |
| ----------- | ---------- | -------------------- | ---------------------- | ---------- | ---------- | ------------ | ---------- | ---------- | ---------- |
| Puebla      | 3 - 1      | Mazatlán             | Cuauhtémoc             | 2 de abril | 19:30      | 0            | 5          | 1          |            |
| Juárez      | 0 - 1      | Cruz Azul            | Olímpico Benito Juárez | 2 de abril | 21:30      | 5 911        | 6          | 0          |            |
| Atlas       | 1 - 0      | Tijuana              | Jalisco                | 3 de abril | 17:00      | 4 457        | 5          | 0          |            |
| América     | 2 - 1      | Necaxa               | Azteca                 | 3 de abril | 19:00      | 0            | 4          | 0          |            |
| Monterrey   | 2 - 0      | Atlético de San Luis | BBVA                   | 3 de abril | 21:06      | 0            | 5          | 0          |            |
| UNAM        | 2 - 2      | Pachuca              | Olímpico Universitario | 4 de abril | 12:00      | 0            | 5          | 0          |            |
| Guadalajara | 1 - 1      | Santos               | Akron                  | 4 de abril | 17:00      | 4 704        | 4          | 0          |            |
| Querétaro   | 0 - 1      | Tigres               | Corregidora            | 4 de abril | 19:00      | 0            | 0          | 1          |            |
| León        | 2 - 1      | Toluca               | León                   | 4 de abril | 21:05      | 5 090        | 5          | 0          |            |

| Jornada 14 | Jornada 14 | Jornada 14           | Jornada 14             | Jornada 14  | Jornada 14 | Jornada 14   | Jornada 14 | Jornada 14 | Jornada 14 |
| Local      | Resultado  | Visitante            | Estadio                | Fecha       | Hora       | Espectadores | Amonestado | Expulsado  |            |
| ---------- | ---------- | -------------------- | ---------------------- | ----------- | ---------- | ------------ | ---------- | ---------- | ---------- |
| Necaxa     | 0 - 1      | UNAM                 | Victoria               | 9 de abril  | 19:30      | 8 099        | 4          | 0          |            |
| Juárez     | 2 - 1      | Atlético de San Luis | Olímpico Benito Juárez | 9 de abril  | 21:30      | 3 191        | 5          | 0          |            |
| Atlas      | 1 - 3      | León                 | Jalisco                | 10 de abril | 17:00      | 5 785        | 4          | 0          |            |
| Cruz Azul  | 1 - 0      | Guadalajara          | Azteca                 | 10 de abril | 19:00      | 0            | 5          | 0          |            |
| Tigres     | 1 - 3      | América              | Universitario          | 10 de abril | 21:05      | 5 605        | 1          | 2          |            |
| Toluca     | 1 - 2      | Monterrey            | Nemesio Díez           | 11 de abril | 12:00      | 0            | 2          | 0          |            |
| Querétaro  | 1 - 0      | Santos               | Corregidora            | 11 de abril | 19:00      | 0            | 3          | 0          |            |
| Tijuana    | 2 - 3      | Mazatlán             | Caliente               | 11 de abril | 21:06      | 0            | 7          | 0          |            |
| Pachuca    | 1 - 3      | Puebla               | Hidalgo                | 12 de abril | 21:00      | 5 325        | 4          | 0          |            |

| Jornada 15           | Jornada 15 | Jornada 15 | Jornada 15             | Jornada 15  | Jornada 15 | Jornada 15   | Jornada 15 | Jornada 15 | Jornada 15 |
| Local                | Resultado  | Visitante  | Estadio                | Fecha       | Hora       | Espectadores | Amonestado | Expulsado  |            |
| -------------------- | ---------- | ---------- | ---------------------- | ----------- | ---------- | ------------ | ---------- | ---------- | ---------- |
| Necaxa               | 0 - 0      | Querétaro  | Victoria               | 16 de abril | 19:30      | 4 726        | 2          | 0          |            |
| Mazatlán             | 0 - 0      | Atlas      | Mazatlán               | 16 de abril | 21:30      | 8 785        | 4          | 0          |            |
| Atlético de San Luis | 1 - 4      | Puebla     | Alfonso Lastras        | 17 de abril | 17:00      | 5 175        | 3          | 0          |            |
| Guadalajara          | 2 - 0      | Tijuana    | Akron                  | 17 de abril | 19:00      | 4 806        | 1          | 1          |            |
| América              | 1 - 1      | Cruz Azul  | Azteca                 | 17 de abril | 21:05      | 0            | 2          | 0          |            |
| UNAM                 | 0 - 0      | Tigres     | Olímpico Universitario | 18 de abril | 12:00      | 0            | 1          | 0          |            |
| Santos               | 3 - 1      | Toluca     | Corona                 | 18 de abril | 19:00      | 6 734        | 4          | 1          |            |
| Monterrey            | 0 - 1      | Pachuca    | BBVA                   | 18 de abril | 21:06      | 9 279        | 6          | 2          |            |
| León                 | 2 - 0      | Juárez     | León                   | 19 de abril | 21:00      | 5 196        | 3          | 0          |            |

| Jornada 16 | Jornada 16 | Jornada 16           | Jornada 16    | Jornada 16  | Jornada 16 | Jornada 16   | Jornada 16 | Jornada 16 | Jornada 16 |
| Local      | Resultado  | Visitante            | Estadio       | Fecha       | Hora       | Espectadores | Amonestado | Expulsado  |            |
| ---------- | ---------- | -------------------- | ------------- | ----------- | ---------- | ------------ | ---------- | ---------- | ---------- |
| Puebla     | 0 - 0      | UNAM                 | Cuauhtémoc    | 23 de abril | 19:30      | 12 778       | 3          | 0          |            |
| Tijuana    | 1 - 0      | Necaxa               | Caliente      | 23 de abril | 21:06      | 0            | 2          | 0          |            |
| Mazatlán   | 4 - 3      | León                 | Mazatlán      | 23 de abril | 21:35      | 9 337        | 3          | 1          |            |
| Cruz Azul  | 3 - 2      | Atlético de San Luis | Azteca        | 24 de abril | 17:00      | 0            | 2          | 0          |            |
| Atlas      | 0 - 1      | Guadalajara          | Jalisco       | 24 de abril | 19:00      | 12 740       | 3          | 0          |            |
| Tigres     | 2 - 1      | Monterrey            | Universitario | 24 de abril | 21:10      | 12 225       | 6          | 2          |            |
| Toluca     | 3 - 1      | América              | Nemesio Díez  | 25 de abril | 17:30      | 0            | 4          | 0          |            |
| Querétaro  | 1 - 0      | Juárez               | Corregidora   | 25 de abril | 19:30      | 4 373        | 0          | 0          |            |
| Pachuca    | 1 - 0      | Santos               | Hidalgo       | 26 de abril | 21:00      | 6 533        | 1          | 1          |            |

| Jornada 17           | Jornada 17 | Jornada 17 | Jornada 17             | Jornada 17  | Jornada 17 | Jornada 17   | Jornada 17 | Jornada 17 | Jornada 17 |
| Local                | Resultado  | Visitante  | Estadio                | Fecha       | Hora       | Espectadores | Amonestado | Expulsado  |            |
| -------------------- | ---------- | ---------- | ---------------------- | ----------- | ---------- | ------------ | ---------- | ---------- | ---------- |
| Atlético de San Luis | 1 - 5      | Pachuca    | Alfonso Lastras        | 29 de abril | 21:00      | 5 448        | 5          | 0          |            |
| Necaxa               | 1 - 5      | Atlas      | Victoria               | 30 de abril | 19:30      | 6 127        | 0          | 0          |            |
| Juárez               | 1 - 0      | Toluca     | Olímpico Benito Juárez | 30 de abril | 21:30      | 0            | 6          | 0          |            |
| Guadalajara          | 0 - 0      | Tigres     | Akron                  | 1 de mayo   | 17:00      | 11 076       | 0          | 0          |            |
| León                 | 2 - 1      | Querétaro  | León                   | 1 de mayo   | 17:00      | 4 888        | 5          | 0          |            |
| Cruz Azul            | 1 - 1      | Tijuana    | Azteca                 | 1 de mayo   | 19:00      | 0            | 2          | 0          |            |
| Monterrey            | 1 - 0      | Mazatlán   | BBVA                   | 1 de mayo   | 21:06      | 9 767        | 4          | 1          |            |
| Santos               | 0 - 0      | Puebla     | Corona                 | 2 de mayo   | 19:06      | 8 067        | 4          | 1          |            |
| UNAM                 | 0 - 1      | América    | Olímpico Universitario | 2 de mayo   | 21:05      | 0            | 2          | 0          |            |

## Tabla general
| Pos. | Equipo               | Pts. | PJ | G  | E | P  | GF | GC | Dif. | Clasificación                          |
| ---- | -------------------- | ---- | -- | -- | - | -- | -- | -- | ---- | -------------------------------------- |
| 1    | Cruz Azul (C)        | 41   | 17 | 13 | 2 | 2  | 26 | 11 | +15  | Cuartos de final                       |
| 2    | América              | 38   | 17 | 12 | 2 | 3  | 26 | 14 | +12  | Cuartos de final                       |
| 3    | Puebla               | 28   | 17 | 7  | 7 | 3  | 25 | 14 | +11  | Cuartos de final                       |
| 4    | Monterrey            | 28   | 17 | 8  | 4 | 5  | 22 | 13 | +9   | Cuartos de final                       |
| 5    | Santos               | 26   | 17 | 7  | 5 | 5  | 18 | 13 | +5   | Reclasificación                        |
| 6    | León                 | 26   | 17 | 8  | 2 | 7  | 25 | 23 | +2   | Reclasificación                        |
| 7    | Atlas                | 25   | 17 | 7  | 4 | 6  | 20 | 15 | +5   | Reclasificación                        |
| 8    | Pachuca              | 23   | 17 | 6  | 5 | 6  | 20 | 19 | +1   | Reclasificación                        |
| 9    | Guadalajara          | 23   | 17 | 5  | 8 | 4  | 21 | 21 | 0    | Reclasificación                        |
| 10   | Tigres               | 23   | 17 | 6  | 5 | 6  | 19 | 20 | −1   | Reclasificación                        |
| 11   | Toluca               | 22   | 17 | 6  | 4 | 7  | 26 | 24 | +2   | Reclasificación                        |
| 12   | Querétaro            | 21   | 17 | 6  | 3 | 8  | 19 | 25 | −6   | Reclasificación                        |
| 13   | Mazatlán             | 21   | 17 | 6  | 3 | 8  | 19 | 26 | −7   |                                        |
| 14   | Tijuana              | 20   | 17 | 5  | 5 | 7  | 19 | 21 | −2   |                                        |
| 15   | UNAM                 | 18   | 17 | 4  | 6 | 7  | 10 | 12 | −2   |                                        |
| 16   | Juárez               | 15   | 17 | 4  | 3 | 10 | 13 | 29 | −16  |                                        |
| 17   | Atlético de San Luis | 12   | 17 | 3  | 3 | 11 | 20 | 33 | −13  | Último lugar en la tabla de cocientes. |
| 18   | Necaxa               | 11   | 17 | 2  | 5 | 10 | 14 | 29 | −15  |                                        |

Actualizado a los partidos jugados el 2 de mayo de 2021.
 Fuente: Torneo Guard1anes 2021

### Evolución de la Clasificación
Fecha de actualización: 2 de mayo de 2021
| Equipo               | 1  | 2  | 3   | 4   | 5   | 6   | 7   | 8   | 9   | 10  | 11  | 12  | 13  | 14  | 15 | 16 | 17 |
| Equipo               |    |    |     |     |     |     |     |     |     |     |     |     |     |     |    |    |    |
| -------------------- | -- | -- | --- | --- | --- | --- | --- | --- | --- | --- | --- | --- | --- | --- | -- | -- | -- |
| Cruz Azul            | 15 | 17 | 12  | 8   | 4   | 3   | 1   | 1   | 1   | 1   | 1   | 1   | 1   | 1   | 1  | 1  | 1  |
| América              | 5  | 7  | 4   | 5   | 3   | 2   | 3   | 2   | 2   | 2   | 2   | 2   | 2   | 2   | 2  | 2  | 2  |
| Puebla               | 10 | 5  | 9   | 11  | 13  | 8   | 10  | 6   | 5   | 6   | 7   | 7   | 6   | 4   | 3  | 3  | 3  |
| Monterrey            | 2  | 1  | 3*  | 4*  | 2*  | 6*  | 6*  | 7*  | 4*  | 3   | 4   | 4*  | 3*  | 3*  | 4  | 4  | 4  |
| Santos               | 6  | 2  | 2   | 1   | 5   | 5   | 5   | 3   | 6   | 5   | 3   | 3   | 4   | 5   | 5  | 5  | 5  |
| León                 | 18 | 15 | 17* | 13* | 15* | 17* | 14* | 15* | 17* | 15  | 14  | 9   | 8   | 7   | 6  | 6  | 6  |
| Atlas                | 17 | 18 | 18  | 18  | 18  | 15  | 11  | 13  | 8   | 7   | 6   | 6   | 5   | 6   | 7  | 8  | 7  |
| Pachuca              | 9  | 13 | 14  | 16  | 17  | 18  | 18  | 18  | 18  | 17  | 15  | 12  | 11  | 14  | 14 | 13 | 8  |
| Guadalajara          | 7  | 11 | 15  | 17  | 11  | 12  | 13  | 10  | 10  | 9   | 13  | 16* | 15* | 15* | 9  | 9  | 9  |
| Tigres               | 3  | 8  | 5   | 6   | 8*  | 10* | 8*  | 9*  | 11* | 11* | 12* | 14* | 10* | 13* | 10 | 10 | 10 |
| Toluca               | 1  | 4  | 1   | 3   | 1   | 1   | 2   | 4   | 3   | 4   | 5   | 5   | 7   | 8   | 8  | 7  | 11 |
| Querétaro            | 16 | 9  | 6   | 9   | 7   | 7   | 9   | 11  | 12  | 12  | 8   | 10  | 12  | 9   | 11 | 11 | 12 |
| Mazatlán             | 4  | 10 | 10  | 7   | 9   | 11  | 15  | 12  | 13  | 13  | 9   | 11  | 13  | 11  | 12 | 12 | 13 |
| Tijuana              | 12 | 14 | 7   | 2   | 6   | 4   | 4   | 5   | 7   | 8   | 10  | 8   | 9   | 11  | 15 | 15 | 14 |
| UNAM                 | 11 | 3  | 8   | 10  | 10  | 13  | 17  | 17  | 14  | 14  | 16  | 15  | 14  | 12  | 13 | 14 | 15 |
| Juárez               | 8  | 12 | 16  | 12  | 12* | 16* | 12* | 14* | 15* | 16* | 17* | 18* | 18* | 17* | 17 | 17 | 16 |
| Atlético de San Luis | 14 | 16 | 11  | 15  | 14  | 9   | 7   | 8   | 9   | 10  | 11  | 13  | 16  | 16  | 16 | 16 | 17 |
| Necaxa               | 13 | 6  | 13  | 14  | 16  | 14  | 16  | 16  | 16  | 18  | 18  | 17  | 17  | 18  | 18 | 18 | 18 |

(*) El equipo tuvo un partido pendiente en esa jornada

## Tabla de cocientes
A partir de la temporada 2020-21 se suspendió el ascenso y descenso entre la Liga MX y la Liga de Expansión MX, sin embargo, la tabla de cocientes será utilizada para establecer los pagos de las multas que serán destinadas para el desarrollo de los clubes del circuito de plata. De acuerdo con el artículo 24 del reglamento de competencia se repartirá el pago de $MXN 240 millones entre los tres últimos posicionados en la tabla de cocientes de la siguiente manera: 120 millones el último lugar; 70 millones el penúltimo; y 50 millones serán pagados por el antepenúltimo equipo de la tabla. El equipo que finalice en el último lugar de la tabla iniciará la siguiente temporada con un cociente de cero. Debido a la finalización del Torneo Clausura 2020 por la pandemia de COVID-19, los partidos no celebrados en ese certamen, y que se disputaron en los Torneos Guardianes 2020 y Guardianes 2021 contaron el doble de puntos en la tabla de cocientes de la temporada 2020-21.
 Fecha de actualización: 2 de mayo de 2021
| Pos. | Equipo            | A18          | C19          | A19 | C20 | G20 | GC21 | Puntos | A18J         | C19J         | A19J | C20J | G20J | GC21J | Juegos | DG  | Cociente |
| ---- | ----------------- | ------------ | ------------ | --- | --- | --- | ---- | ------ | ------------ | ------------ | ---- | ---- | ---- | ----- | ------ | --- | -------- |
| 1    | América           | 33           | 29           | 31  | 34  | 32  | 38   | 197    | 17           | 17           | 18   | 17   | 17   | 17    | 103    | 31  | 1.9126   |
| 2    | Cruz Azul         | 36           | 30           | 23  | 35  | 29  | 41   | 194    | 17           | 17           | 18   | 17   | 17   | 17    | 103    | 33  | 1.8835   |
| 3    | León              | 18           | 41           | 33  | 29  | 40  | 26   | 187    | 17           | 17           | 18   | 17   | 17   | 17    | 103    | 39  | 1.8155   |
| 4    | Tigres            | 29           | 37           | 32  | 28  | 28  | 23   | 177    | 17           | 17           | 18   | 17   | 17   | 17    | 103    | 25  | 1.7184   |
| 5    | Santos            | 30           | 22           | 37  | 29  | 25  | 26   | 169    | 17           | 17           | 18   | 17   | 17   | 17    | 103    | 24  | 1.6408   |
| 6    | Monterrey         | 30           | 30           | 27  | 14  | 29  | 28   | 158    | 17           | 17           | 18   | 17   | 17   | 17    | 103    | 11  | 1.5340   |
| 7    | UNAM              | 30           | 17           | 23  | 34  | 32  | 18   | 154    | 17           | 17           | 18   | 17   | 17   | 17    | 103    | 12  | 1.4951   |
| 8    | Pachuca           | 24           | 28           | 25  | 22  | 25  | 23   | 147    | 17           | 17           | 18   | 17   | 17   | 17    | 103    | 10  | 1.4272   |
| 9    | Guadalajara       | 20           | 18           | 25  | 25  | 26  | 23   | 137    | 17           | 17           | 18   | 17   | 17   | 17    | 103    | 5   | 1.3301   |
| 10   | Puebla            | 20           | 24           | 17  | 25  | 20  | 28   | 134    | 17           | 17           | 18   | 17   | 17   | 17    | 103    | -3  | 1.3010   |
| 11   | Toluca            | 26           | 25           | 17  | 17  | 21  | 22   | 128    | 17           | 17           | 18   | 17   | 17   | 17    | 103    | -16 | 1.2427   |
| 12   | Querétaro         | 26           | 11           | 31  | 24  | 13  | 21   | 126    | 17           | 17           | 18   | 17   | 17   | 17    | 103    | -1  | 1.2233   |
| 13   | Necaxa            | 14           | 29           | 31  | 14  | 24  | 11   | 123    | 17           | 17           | 18   | 17   | 17   | 17    | 103    | -12 | 1.1942   |
| 14   | Mazatlán          | 25           | 13           | 27  | 18  | 16  | 21   | 120    | 17           | 17           | 18   | 17   | 17   | 17    | 103    | -8  | 1.1650   |
| 15   | Tijuana           | 17           | 28           | 24  | 16  | 15  | 20   | 120    | 17           | 17           | 18   | 17   | 17   | 17    | 103    | -33 | 1.1650   |
| 16   | Juárez            | 19           | 20           | 18  | 21  | 19  | 15   | 112    | 17           | 17           | 18   | 17   | 17   | 17    | 103    | -27 | 1.0874   |
| 17   | Atlas             | 11           | 19           | 21  | 13  | 14  | 25   | 106    | 17           | 17           | 18   | 17   | 17   | 17    | 103    | -16 | 1.0291   |
| 18   | Atlético San Luis | 'Ascenso MX' | 'Ascenso MX' | 20  | 21  | 11  | 12   | 64     | 'Ascenso MX' | 'Ascenso MX' | 18   | 17   | 17   | 17    | 69     | -45 | 0.9275   |

     Pago de multa $MXN50 millones.
     Pago de multa $MXN70 millones.
     Pago de multa $MXN120 millones.

## Liguilla
|  | Reclasificación       | Reclasificación       | Reclasificación       |              |   | Cuartos de final                                               | Cuartos de final                                               | Cuartos de final                                               | Cuartos de final                                               | Cuartos de final                                               |  |   | Semifinales                                                    | Semifinales                                                    | Semifinales                                                    | Semifinales                                                    | Semifinales                                                    |  |   | Final                                                | Final                                                | Final                                                | Final                                                | Final                                                |  |
|  | 8 y 9 de mayo de 2021 | 8 y 9 de mayo de 2021 | 8 y 9 de mayo de 2021 |              |   | 12 y 13 de mayo de 2021 (ida) 15 y 16 de mayo de 2021 (vuelta) | 12 y 13 de mayo de 2021 (ida) 15 y 16 de mayo de 2021 (vuelta) | 12 y 13 de mayo de 2021 (ida) 15 y 16 de mayo de 2021 (vuelta) | 12 y 13 de mayo de 2021 (ida) 15 y 16 de mayo de 2021 (vuelta) | 12 y 13 de mayo de 2021 (ida) 15 y 16 de mayo de 2021 (vuelta) |  |   | 19 y 20 de mayo de 2021 (ida) 22 y 23 de mayo de 2021 (vuelta) | 19 y 20 de mayo de 2021 (ida) 22 y 23 de mayo de 2021 (vuelta) | 19 y 20 de mayo de 2021 (ida) 22 y 23 de mayo de 2021 (vuelta) | 19 y 20 de mayo de 2021 (ida) 22 y 23 de mayo de 2021 (vuelta) | 19 y 20 de mayo de 2021 (ida) 22 y 23 de mayo de 2021 (vuelta) |  |   | 27 de mayo de 2021 (ida) 30 de mayo de 2021 (vuelta) | 27 de mayo de 2021 (ida) 30 de mayo de 2021 (vuelta) | 27 de mayo de 2021 (ida) 30 de mayo de 2021 (vuelta) | 27 de mayo de 2021 (ida) 30 de mayo de 2021 (vuelta) | 27 de mayo de 2021 (ida) 30 de mayo de 2021 (vuelta) |  |
|  |                       |                       |                       |              |   |                                                                |                                                                |                                                                |                                                                |                                                                |  |   |                                                                |                                                                |                                                                |                                                                |                                                                |  |   |                                                      |                                                      |                                                      |                                                      |                                                      |  |
|  |                       |                       |                       |              |   |                                                                |                                                                |                                                                |                                                                |                                                                |  |   |                                                                |                                                                |                                                                |                                                                |                                                                |  |   |                                                      |                                                      |                                                      |                                                      |                                                      |  |
|  |                       |                       |                       |              |   |                                                                |                                                                |                                                                |                                                                |                                                                |  |   |                                                                |                                                                |                                                                |                                                                |                                                                |  |   |                                                      |                                                      |                                                      |                                                      |                                                      |  |
|  |                       |                       |                       |              |   |                                                                |                                                                |                                                                |                                                                |                                                                |  |   |                                                                |                                                                |                                                                |                                                                |                                                                |  |   |                                                      |                                                      |                                                      |                                                      |                                                      |  |
|  |                       |                       |                       |              |   |                                                                |                                                                |                                                                |                                                                |                                                                |  |   |                                                                |                                                                |                                                                |                                                                |                                                                |  |   |                                                      |                                                      |                                                      |                                                      |                                                      |  |
|  |                       | 1                     | Cruz Azul             | 1            | 3 | 4                                                              |                                                                |                                                                |                                                                |                                                                |  |   |                                                                |                                                                |                                                                |                                                                |                                                                |  |   |                                                      |                                                      |                                                      |                                                      |                                                      |  |
|  |                       |                       |                       | 1            | 3 | 4                                                              |                                                                |                                                                |                                                                |                                                                |  |   |                                                                |                                                                |                                                                |                                                                |                                                                |  |   |                                                      |                                                      |                                                      |                                                      |                                                      |  |
|  |                       |                       | 11                    | Toluca       | 2 | 1                                                              | 3                                                              |                                                                |                                                                |                                                                |  |   |                                                                |                                                                |                                                                |                                                                |                                                                |  |   |                                                      |                                                      |                                                      |                                                      |                                                      |  |
|  | 6                     | León                  | 11                    | Toluca       | 2 | 1                                                              | 3                                                              | 2 (2)                                                          |                                                                |                                                                |  |   |                                                                |                                                                |                                                                |                                                                |                                                                |  |   |                                                      |                                                      |                                                      |                                                      |                                                      |  |
|  | 6                     | León                  |                       |              |   |                                                                |                                                                |                                                                |                                                                |                                                                |  |   |                                                                |                                                                |                                                                |                                                                |                                                                |  |   |                                                      |                                                      |                                                      |                                                      |                                                      |  |
|  | 11                    | Toluca (p.)           | 2 (4)                 |              |   |                                                                |                                                                |                                                                |                                                                |                                                                |  |   |                                                                |                                                                |                                                                |                                                                |                                                                |  |   |                                                      |                                                      |                                                      |                                                      |                                                      |  |
|  | 11                    | Toluca (p.)           | 2 (4)                 |              |   |                                                                |                                                                |                                                                |                                                                |                                                                |  | 1 | Cruz Azul                                                      | 0                                                              | 1                                                              | 1                                                              |                                                                |  |   |                                                      |                                                      |                                                      |                                                      |                                                      |  |
|  |                       |                       |                       |              |   |                                                                |                                                                |                                                                |                                                                |                                                                |  | 1 | Cruz Azul                                                      | 0                                                              | 1                                                              | 1                                                              |                                                                |  |   |                                                      |                                                      |                                                      |                                                      |                                                      |  |
|  |                       |                       | 8                     | Pachuca      | 0 | 0                                                              | 0                                                              |                                                                |                                                                |                                                                |  |   |                                                                |                                                                |                                                                |                                                                |                                                                |  |   |                                                      |                                                      |                                                      |                                                      |                                                      |  |
|  |                       |                       | 8                     | Pachuca      | 0 | 0                                                              | 0                                                              |                                                                |                                                                |                                                                |  |   |                                                                |                                                                |                                                                |                                                                |                                                                |  |   |                                                      |                                                      |                                                      |                                                      |                                                      |  |
|  |                       |                       |                       |              |   |                                                                |                                                                |                                                                |                                                                |                                                                |  |   |                                                                |                                                                |                                                                |                                                                |                                                                |  |   |                                                      |                                                      |                                                      |                                                      |                                                      |  |
|  |                       |                       |                       |              |   |                                                                |                                                                |                                                                |                                                                |                                                                |  |   |                                                                |                                                                |                                                                |                                                                |                                                                |  |   |                                                      |                                                      |                                                      |                                                      |                                                      |  |
|  |                       | 2                     | América               | 1            | 4 | 5                                                              |                                                                |                                                                |                                                                |                                                                |  |   |                                                                |                                                                |                                                                |                                                                |                                                                |  |   |                                                      |                                                      |                                                      |                                                      |                                                      |  |
|  |                       |                       |                       | 1            | 4 | 5                                                              |                                                                |                                                                |                                                                |                                                                |  |   |                                                                |                                                                |                                                                |                                                                |                                                                |  |   |                                                      |                                                      |                                                      |                                                      |                                                      |  |
|  |                       |                       | 8                     | Pachuca (v.) | 3 | 2                                                              | 5                                                              |                                                                |                                                                |                                                                |  |   |                                                                |                                                                |                                                                |                                                                |                                                                |  |   |                                                      |                                                      |                                                      |                                                      |                                                      |  |
|  | 8                     | Pachuca               | 8                     | Pachuca (v.) | 3 | 2                                                              | 5                                                              | 4                                                              |                                                                |                                                                |  |   |                                                                |                                                                |                                                                |                                                                |                                                                |  |   |                                                      |                                                      |                                                      |                                                      |                                                      |  |
|  | 8                     | Pachuca               |                       |              |   |                                                                |                                                                |                                                                |                                                                |                                                                |  |   |                                                                |                                                                |                                                                |                                                                |                                                                |  |   |                                                      |                                                      |                                                      |                                                      |                                                      |  |
|  | 9                     | Guadalajara           | 2                     |              |   |                                                                |                                                                |                                                                |                                                                |                                                                |  |   |                                                                |                                                                |                                                                |                                                                |                                                                |  |   |                                                      |                                                      |                                                      |                                                      |                                                      |  |
|  | 9                     | Guadalajara           | 2                     |              |   |                                                                |                                                                |                                                                |                                                                |                                                                |  |   |                                                                |                                                                |                                                                |                                                                |                                                                |  | 1 | Cruz Azul                                            | 1                                                    | 1                                                    | 2                                                    |                                                      |  |
|  |                       |                       |                       |              |   |                                                                |                                                                |                                                                |                                                                |                                                                |  |   |                                                                |                                                                |                                                                |                                                                |                                                                |  | 1 | Cruz Azul                                            | 1                                                    | 1                                                    | 2                                                    |                                                      |  |
|  |                       |                       | 5                     | Santos       | 0 | 1                                                              | 1                                                              |                                                                |                                                                |                                                                |  |   |                                                                |                                                                |                                                                |                                                                |                                                                |  |   |                                                      |                                                      |                                                      |                                                      |                                                      |  |
|  |                       |                       | 5                     | Santos       | 0 | 1                                                              | 1                                                              |                                                                |                                                                |                                                                |  |   |                                                                |                                                                |                                                                |                                                                |                                                                |  |   |                                                      |                                                      |                                                      |                                                      |                                                      |  |
|  |                       |                       |                       |              |   |                                                                |                                                                |                                                                |                                                                |                                                                |  |   |                                                                |                                                                |                                                                |                                                                |                                                                |  |   |                                                      |                                                      |                                                      |                                                      |                                                      |  |
|  |                       |                       |                       |              |   |                                                                |                                                                |                                                                |                                                                |                                                                |  |   |                                                                |                                                                |                                                                |                                                                |                                                                |  |   |                                                      |                                                      |                                                      |                                                      |                                                      |  |
|  |                       | 3                     | Puebla (*)            | 0            | 1 | 1                                                              |                                                                |                                                                |                                                                |                                                                |  |   |                                                                |                                                                |                                                                |                                                                |                                                                |  |   |                                                      |                                                      |                                                      |                                                      |                                                      |  |
|  |                       |                       |                       | 0            | 1 | 1                                                              |                                                                |                                                                |                                                                |                                                                |  |   |                                                                |                                                                |                                                                |                                                                |                                                                |  |   |                                                      |                                                      |                                                      |                                                      |                                                      |  |
|  |                       |                       | 7                     | Atlas        | 1 | 0                                                              | 1                                                              |                                                                |                                                                |                                                                |  |   |                                                                |                                                                |                                                                |                                                                |                                                                |  |   |                                                      |                                                      |                                                      |                                                      |                                                      |  |
|  | 7                     | Atlas                 | 7                     | Atlas        | 1 | 0                                                              | 1                                                              | 1                                                              |                                                                |                                                                |  |   |                                                                |                                                                |                                                                |                                                                |                                                                |  |   |                                                      |                                                      |                                                      |                                                      |                                                      |  |
|  | 7                     | Atlas                 |                       |              |   |                                                                |                                                                |                                                                |                                                                |                                                                |  |   |                                                                |                                                                |                                                                |                                                                |                                                                |  |   |                                                      |                                                      |                                                      |                                                      |                                                      |  |
|  | 10                    | Tigres                | 0                     |              |   |                                                                |                                                                |                                                                |                                                                |                                                                |  |   |                                                                |                                                                |                                                                |                                                                |                                                                |  |   |                                                      |                                                      |                                                      |                                                      |                                                      |  |
|  | 10                    | Tigres                | 0                     |              |   |                                                                |                                                                |                                                                |                                                                |                                                                |  | 3 | Puebla                                                         | 0                                                              | 1                                                              | 1                                                              |                                                                |  |   |                                                      |                                                      |                                                      |                                                      |                                                      |  |
|  |                       |                       |                       |              |   |                                                                |                                                                |                                                                |                                                                |                                                                |  | 3 | Puebla                                                         | 0                                                              | 1                                                              | 1                                                              |                                                                |  |   |                                                      |                                                      |                                                      |                                                      |                                                      |  |
|  |                       |                       | 5                     | Santos       | 3 | 0                                                              | 3                                                              |                                                                |                                                                |                                                                |  |   |                                                                |                                                                |                                                                |                                                                |                                                                |  |   |                                                      |                                                      |                                                      |                                                      |                                                      |  |
|  |                       |                       | 5                     | Santos       | 3 | 0                                                              | 3                                                              |                                                                |                                                                |                                                                |  |   |                                                                |                                                                |                                                                |                                                                |                                                                |  |   |                                                      |                                                      |                                                      |                                                      |                                                      |  |
|  |                       |                       |                       |              |   |                                                                |                                                                |                                                                |                                                                |                                                                |  |   |                                                                |                                                                |                                                                |                                                                |                                                                |  |   |                                                      |                                                      |                                                      |                                                      |                                                      |  |
|  |                       |                       |                       |              |   |                                                                |                                                                |                                                                |                                                                |                                                                |  |   |                                                                |                                                                |                                                                |                                                                |                                                                |  |   |                                                      |                                                      |                                                      |                                                      |                                                      |  |
|  |                       | 4                     | Monterrey             | 1            | 1 | 2                                                              |                                                                |                                                                |                                                                |                                                                |  |   |                                                                |                                                                |                                                                |                                                                |                                                                |  |   |                                                      |                                                      |                                                      |                                                      |                                                      |  |
|  |                       |                       |                       | 1            | 1 | 2                                                              |                                                                |                                                                |                                                                |                                                                |  |   |                                                                |                                                                |                                                                |                                                                |                                                                |  |   |                                                      |                                                      |                                                      |                                                      |                                                      |  |
|  |                       |                       | 5                     | Santos       | 2 | 1                                                              | 3                                                              |                                                                |                                                                |                                                                |  |   |                                                                |                                                                |                                                                |                                                                |                                                                |  |   |                                                      |                                                      |                                                      |                                                      |                                                      |  |
|  | 5                     | Santos                | 5                     | Santos       | 2 | 1                                                              | 3                                                              | 5                                                              |                                                                |                                                                |  |   |                                                                |                                                                |                                                                |                                                                |                                                                |  |   |                                                      |                                                      |                                                      |                                                      |                                                      |  |
|  | 5                     | Santos                |                       |              |   |                                                                |                                                                |                                                                |                                                                |                                                                |  |   |                                                                |                                                                |                                                                |                                                                |                                                                |  |   |                                                      |                                                      |                                                      |                                                      |                                                      |  |
|  | 12                    | Querétaro             | 0                     |              |   |                                                                |                                                                |                                                                |                                                                |                                                                |  |   |                                                                |                                                                |                                                                |                                                                |                                                                |  |   |                                                      |                                                      |                                                      |                                                      |                                                      |  |
|  | 12                    | Querétaro             | 0                     |              |   |                                                                |                                                                |                                                                |                                                                |                                                                |  |   |                                                                |                                                                |                                                                |                                                                |                                                                |  |   |                                                      |                                                      |                                                      |                                                      |                                                      |  |
|  |                       |                       |                       |              |   |                                                                |                                                                |                                                                |                                                                |                                                                |  |   |                                                                |                                                                |                                                                |                                                                |                                                                |  |   |                                                      |                                                      |                                                      |                                                      |                                                      |  |

- Campeón y subcampeón clasifican a la Liga de Campeones de la Concacaf 2022

(*) Avanza por su posición de la tabla

### Reclasificación

#### Santos - Querétaro
| 8 de mayo de 2021                | Santos                                                                   | 5:0 (2:0) | Querétaro | Estadio Corona, Torreón                                             |                                                                     |
| 21:15 (UTC -5)                   | F. Gorriarán 21' · A. Preciado 23' · E. Aguirre 48', 62' · D. Valdés 59' | Reporte   |           | Asistencia: 6 206 espectadores Árbitro(s): Fernando Hernández Gómez | Asistencia: 6 206 espectadores Árbitro(s): Fernando Hernández Gómez |
| Santos avanzó a cuartos de final |                                                                          |           |           |                                                                     |                                                                     |

#### León - Toluca
| 9 de mayo de 2021                | León                                                | 2:2 (1:1) (2:4 p.)         | Toluca                                            | Estadio León, León                                                        |                                                                           |
| 19:00 (UTC -5)                   | V. Dávila 45' · F. Ambriz 88'                       | Reporte                    | 17' K. Castañeda · 57' A. Canelo                  | Asistencia: 7 637 espectadores Árbitro(s): Luis Enrique Santander Aguirre | Asistencia: 7 637 espectadores Árbitro(s): Luis Enrique Santander Aguirre |
|                                  |                                                     | Tiros desde el punto penal |                                                   |                                                                           |                                                                           |
|                                  | Y. Moreno · J. J. Godínez · J. Campbell · V. Dávila |                            | H. Ortega · A. Canelo · D. Rigonato · R. Sambueza |                                                                           |                                                                           |
| Toluca avanzó a cuartos de final |                                                     |                            |                                                   |                                                                           |                                                                           |

#### Atlas - Tigres
| 8 de mayo de 2021               | Atlas        | 1:0 (0:0) | Tigres | Estadio Jalisco, Guadalajara                                              |                                                                           |
| 19:00 (UTC -5)                  | J. Furch 79' | Reporte   |        | Asistencia: 11 341 espectadores Árbitro(s): César Arturo Ramos Palazuelos | Asistencia: 11 341 espectadores Árbitro(s): César Arturo Ramos Palazuelos |
| Atlas avanzó a cuartos de final |              |           |        |                                                                           |                                                                           |

#### Pachuca - Guadalajara
| 9 de mayo de 2021                 | Pachuca                                      | 4:2 (0:1) | Guadalajara        | Estadio Hidalgo, Pachuca                                            |                                                                     |
| 21:15 (UTC -5)                    | Ó. Murillo 51', 80' · R. de la Rosa 69', 89' | Reporte   | 9' 90+3' U. Antuna | Asistencia: 9 768 espectadores Árbitro(s): Marco Antonio Ortiz Nava | Asistencia: 9 768 espectadores Árbitro(s): Marco Antonio Ortiz Nava |
| Pachuca avanzó a cuartos de final |                                              |           |                    |                                                                     |                                                                     |

### Cuartos de final

#### Cruz Azul - Toluca
| 12 de mayo de 2021 | Toluca                         | 2:1 (1:1) | Cruz Azul          | Estadio Nemesio Díez, Toluca                                        |                                                                     |
| 19:00 (UTC -5)     | A. Canelo 27' · M. Estrada 52' | Reporte   | 34' G.M. Fernández | Asistencia: 6 410 espectadores Árbitro(s): Marco Antonio Ortiz Nava | Asistencia: 6 410 espectadores Árbitro(s): Marco Antonio Ortiz Nava |

| 15 de mayo de 2021                           | Cruz Azul                                           | 3:1 (1:1) (Global 4:3) | Toluca        | Estadio Azteca, Ciudad de México                                     |                                                                      |
| 20:05 (UTC -5)                               | B. Angulo 11' · J. Rodríguez 80' · S. Giménez 90+3' | Reporte                | 14' A. Canelo | Asistencia: 17 929 espectadores Árbitro(s): Fernando Hernández Gómez | Asistencia: 17 929 espectadores Árbitro(s): Fernando Hernández Gómez |
| Cruz Azul avanza a la semifinal. Global 4-3. |                                                     |                        |               |                                                                      |                                                                      |

#### América - Pachuca
| 13 de mayo de 2021 | Pachuca                                           | 3:1 (1:1) | América         | Estadio Hidalgo, Pachuca                                          |                                                                   |
| 19:00 (UTC -5)     | E. Aguirre 29' · F. Pardo 65' · L.G. Chávez 90+4' | Reporte   | 45+2' L. Suárez | Asistencia: 9 053 espectadores Árbitro(s): Eduardo Galván Basulto | Asistencia: 9 053 espectadores Árbitro(s): Eduardo Galván Basulto |

| 16 de mayo de 2021                                                           | América                                               | 4:2 (2:1) (Global 5:5) | Pachuca                      | Estadio Azteca, Ciudad de México                                      |                                                                       |
| 20:05 (UTC -5)                                                               | R. Martínez 17', 53' · L. Fuentes 27' · L. Suárez 73' | Reporte                | 5' R. Ibarra · 63' G. Cabral | Asistencia: 16 564 espectadores Árbitro(s): Fernando Guerrero Ramírez | Asistencia: 16 564 espectadores Árbitro(s): Fernando Guerrero Ramírez |
| Pachuca avanza a la semifinal por la regla del gol de visitante. Global 5-5. |                                                       |                        |                              |                                                                       |                                                                       |

#### Puebla - Atlas
| 12 de mayo de 2021 | Atlas         | 1:0 (0:0) | Puebla | Estadio Jalisco, Guadalajara                                               |                                                                            |
| 21:05 (UTC -5)     | J. Torres 58' | Reporte   |        | Asistencia: 15 221 espectadores Árbitro(s): Luis Enrique Santander Aguirre | Asistencia: 15 221 espectadores Árbitro(s): Luis Enrique Santander Aguirre |

| 15 de mayo de 2021                                                               | Puebla            | 1:0 (0:0) (Global 1:1) | Atlas | Estadio Cuauhtémoc, Puebla                                       |                                                                  |
| 18:00 (UTC -5)                                                                   | A. Santamaría 70' | Reporte                |       | Asistencia: 11 432 espectadores Árbitro(s): Diego Montaño Robles | Asistencia: 11 432 espectadores Árbitro(s): Diego Montaño Robles |
| Puebla avanza a la semifinal por mejor posición de la tabla general. Global 1-1. |                   |                        |       |                                                                  |                                                                  |

#### Monterrey - Santos
| 13 de mayo de 2021 | Santos                           | 2:1 (0:1) | Monterrey      | Estadio Corona, Torreón                                               |                                                                       |
| 21:05 (UTC -5)     | E. Aguirre 51' · A. Preciado 63' | Reporte   | 19' V. Janssen | Asistencia: 9 667 espectadores Árbitro(s): Jorge Isaac Rojas Castillo | Asistencia: 9 667 espectadores Árbitro(s): Jorge Isaac Rojas Castillo |

| 16 de mayo de 2021                       | Monterrey   | 1:1 (1:0) (Global 2:3) | Santos          | Estadio BBVA, Guadalupe                                                   |                                                                           |
| 18:00 (UTC -5)                           | M. Meza 30' | Reporte                | 90+1' R. Prieto | Asistencia: 15 743 espectadores Árbitro(s): César Arturo Ramos Palazuelos | Asistencia: 15 743 espectadores Árbitro(s): César Arturo Ramos Palazuelos |
| Santos avanza a la semifinal. Global 2-3 |             |                        |                 |                                                                           |                                                                           |

### Semifinales

#### Cruz Azul - Pachuca
| 19 de mayo de 2021 | Pachuca | 0:0     | Cruz Azul | Estadio Hidalgo, Pachuca                                                   |                                                                            |
| 20:30 (UTC -5)     |         | Reporte |           | Asistencia: 12 221 espectadores Árbitro(s): Luis Enrique Santander Aguirre | Asistencia: 12 221 espectadores Árbitro(s): Luis Enrique Santander Aguirre |

| 22 de mayo de 2021                      | Cruz Azul      | 1:0 (0:0) (Global 1:0) | Pachuca | Estadio Azteca, Ciudad de México                                          |                                                                           |
| 20:00 (UTC -5)                          | S. Giménez 51' | Reporte                |         | Asistencia: 19 807 espectadores Árbitro(s): César Arturo Ramos Palazuelos | Asistencia: 19 807 espectadores Árbitro(s): César Arturo Ramos Palazuelos |
| Cruz Azul avanza a la final. Global 1–0 |                |                        |         |                                                                           |                                                                           |

#### Puebla - Santos
| 20 de mayo de 2021 | Santos                               | 3:0 (2:0) | Puebla | Estadio Corona, Torreón                                              |                                                                      |
| 21:00 (UTC -5)     | E. Aguirre 1', 27' · A. Preciado 72' | Reporte   |        | Asistencia: 13 132 espectadores Árbitro(s): Marco Antonio Ortiz Nava | Asistencia: 13 132 espectadores Árbitro(s): Marco Antonio Ortiz Nava |

| 23 de mayo de 2021                   | Puebla        | 1:0 (0:0) (Global 1:3) | Santos | Estadio Cuauhtémoc, Puebla                                            |                                                                       |
| 19:00 (UTC -5)                       | S. Ormeño 54' | Reporte                |        | Asistencia: 18 604 espectadores Árbitro(s): Fernando Guerrero Ramírez | Asistencia: 18 604 espectadores Árbitro(s): Fernando Guerrero Ramírez |
| Santos avanza a la final. Global 1–3 |               |                        |        |                                                                       |                                                                       |

### Final

#### Cruz Azul - Santos
| 27 de mayo de 2021 | Santos | 0:1 (0:0) | Cruz Azul   | Estadio Corona, Torreón                                               |                                                                       |
| 21:00 (UTC -5)     |        | Reporte   | 71' L. Romo | Asistencia: 14 577 espectadores Árbitro(s): Fernando Guerrero Ramírez | Asistencia: 14 577 espectadores Árbitro(s): Fernando Guerrero Ramírez |

| 30 de mayo de 2021                         | Cruz Azul        | 1:1 (0:1) (Global 2:1) | Santos        | Estadio Azteca, Ciudad de México                                     |                                                                      |
| 20:15 (UTC -5)                             | J. Rodríguez 51' | Reporte                | D. Valdés 37' | Asistencia: 21 016 espectadores Árbitro(s): Fernando Hernández Gómez | Asistencia: 21 016 espectadores Árbitro(s): Fernando Hernández Gómez |
| Cruz Azul campeón del Torneo Clausura 2021 |                  |                        |               |                                                                      |                                                                      |

#### Final - Ida
| 1     | POR   | Carlos Acevedo     |     |
| 8     | DEF   | Carlos Orrantía    | 82' |
| 5     | DEF   | Félix Torres       |     |
| 21    | DEF   | Matheus Dória      |     |
| 190   | DEF   | Omar Campos        |     |
| 11    | MED   | Fernando Gorriarán | 76' |
| 6     | MED   | Alan Cervantes     |     |
| 7     | MED   | Juan Otero         |     |
| 10    | MED   | Diego Valdés       |     |
| 32    | DEL   | Ayrton Preciado    | 76' |
| 19    | DEL   | Eduardo Aguirre    | 87' |
| D. T. | D. T. | Guillermo Almada   |     |

| 1     | POR   | Jesús Corona        |     |
| 15    | DEF   | Ignacio Rivero      | 70' |
| 24    | DEF   | Juan Escobar        |     |
| 23    | DEF   | Pablo Aguilar       |     |
| 4     | DEF   | Julio Domínguez     |     |
| 16    | DEF   | Adrián Aldrete      | 86' |
| 7     | MED   | Luis Romo           | 86' |
| 22    | MED   | Rafael Baca         |     |
| 19    | MED   | Yoshimar Yotún      | 70' |
| 28    | MED   | Guillermo Fernández | 77' |
| 21    | DEL   | Jonathan Rodríguez  |     |
| D. T. | D. T. | Juan Reynoso        |     |

| 192 | DEL | Santiago Muñoz    | 76' |
| 23  | MED | Andrés Ibargüen   | 76' |
| 27  | MED | Jesús Isijara     | 82' |
| 30  | DEL | Ignacio Jeraldino | 87' |

| 9  | DEL | Walter Montoya   | 70' |
| 31 | MED | Orbelín Pineda   | 70' |
| 12 | MED | Joaquín Martínez | 77' |
| 29 | DEL | Santiago Giménez | 86' |
| 11 | MED | Elías Hernández  | 86' |

| 71' | Luis Romo | 0:1 |

| Principal  | Fernando Guerrero Ramírez        |
| Asistentes | Michel Alejandro Morales Morales |
|            | José Ibrahim Martínez Chavarría  |
| Cuarto     | Diego Montaño Robles             |

|                    |     |     |
| Tiros              | 16  | 8   |
| Tiros a puerta     | 1   | 4   |
| Faltas             | 5   | 13  |
| Saques de esquina  | 9   | 8   |
| Penaltis           | 0   | 0   |
| Fueras de juego    | 1   | 0   |
| Posesión del balón | 66% | 34% |

| Alineación inicial |

| 1     | POR   | Carlos Acevedo     |     |
| 8     | DEF   | Carlos Orrantía    | 82' |
| 5     | DEF   | Félix Torres       |     |
| 21    | DEF   | Matheus Dória      |     |
| 190   | DEF   | Omar Campos        |     |
| 11    | MED   | Fernando Gorriarán | 76' |
| 6     | MED   | Alan Cervantes     |     |
| 7     | MED   | Juan Otero         |     |
| 10    | MED   | Diego Valdés       |     |
| 32    | DEL   | Ayrton Preciado    | 76' |
| 19    | DEL   | Eduardo Aguirre    | 87' |
| D. T. | D. T. | Guillermo Almada   |     |

| 1     | POR   | Jesús Corona        |     |
| 15    | DEF   | Ignacio Rivero      | 70' |
| 24    | DEF   | Juan Escobar        |     |
| 23    | DEF   | Pablo Aguilar       |     |
| 4     | DEF   | Julio Domínguez     |     |
| 16    | DEF   | Adrián Aldrete      | 86' |
| 7     | MED   | Luis Romo           | 86' |
| 22    | MED   | Rafael Baca         |     |
| 19    | MED   | Yoshimar Yotún      | 70' |
| 28    | MED   | Guillermo Fernández | 77' |
| 21    | DEL   | Jonathan Rodríguez  |     |
| D. T. | D. T. | Juan Reynoso        |     |

| 192 | DEL | Santiago Muñoz    | 76' |
| 23  | MED | Andrés Ibargüen   | 76' |
| 27  | MED | Jesús Isijara     | 82' |
| 30  | DEL | Ignacio Jeraldino | 87' |

| 9  | DEL | Walter Montoya   | 70' |
| 31 | MED | Orbelín Pineda   | 70' |
| 12 | MED | Joaquín Martínez | 77' |
| 29 | DEL | Santiago Giménez | 86' |
| 11 | MED | Elías Hernández  | 86' |

| 71' | Luis Romo | 0:1 |

| Principal  | Fernando Guerrero Ramírez        |
| Asistentes | Michel Alejandro Morales Morales |
|            | José Ibrahim Martínez Chavarría  |
| Cuarto     | Diego Montaño Robles             |

|                    |     |     |
| Tiros              | 16  | 8   |
| Tiros a puerta     | 1   | 4   |
| Faltas             | 5   | 13  |
| Saques de esquina  | 9   | 8   |
| Penaltis           | 0   | 0   |
| Fueras de juego    | 1   | 0   |
| Posesión del balón | 66% | 34% |

| Alineación inicial |

| 1     | POR   | Carlos Acevedo     |     |
| 8     | DEF   | Carlos Orrantía    | 82' |
| 5     | DEF   | Félix Torres       |     |
| 21    | DEF   | Matheus Dória      |     |
| 190   | DEF   | Omar Campos        |     |
| 11    | MED   | Fernando Gorriarán | 76' |
| 6     | MED   | Alan Cervantes     |     |
| 7     | MED   | Juan Otero         |     |
| 10    | MED   | Diego Valdés       |     |
| 32    | DEL   | Ayrton Preciado    | 76' |
| 19    | DEL   | Eduardo Aguirre    | 87' |
| D. T. | D. T. | Guillermo Almada   |     |

| 1     | POR   | Jesús Corona        |     |
| 15    | DEF   | Ignacio Rivero      | 70' |
| 24    | DEF   | Juan Escobar        |     |
| 23    | DEF   | Pablo Aguilar       |     |
| 4     | DEF   | Julio Domínguez     |     |
| 16    | DEF   | Adrián Aldrete      | 86' |
| 7     | MED   | Luis Romo           | 86' |
| 22    | MED   | Rafael Baca         |     |
| 19    | MED   | Yoshimar Yotún      | 70' |
| 28    | MED   | Guillermo Fernández | 77' |
| 21    | DEL   | Jonathan Rodríguez  |     |
| D. T. | D. T. | Juan Reynoso        |     |

| 192 | DEL | Santiago Muñoz    | 76' |
| 23  | MED | Andrés Ibargüen   | 76' |
| 27  | MED | Jesús Isijara     | 82' |
| 30  | DEL | Ignacio Jeraldino | 87' |

| 9  | DEL | Walter Montoya   | 70' |
| 31 | MED | Orbelín Pineda   | 70' |
| 12 | MED | Joaquín Martínez | 77' |
| 29 | DEL | Santiago Giménez | 86' |
| 11 | MED | Elías Hernández  | 86' |

| 71' | Luis Romo | 0:1 |

| Principal  | Fernando Guerrero Ramírez        |
| Asistentes | Michel Alejandro Morales Morales |
|            | José Ibrahim Martínez Chavarría  |
| Cuarto     | Diego Montaño Robles             |

|                    |     |     |
| Tiros              | 16  | 8   |
| Tiros a puerta     | 1   | 4   |
| Faltas             | 5   | 13  |
| Saques de esquina  | 9   | 8   |
| Penaltis           | 0   | 0   |
| Fueras de juego    | 1   | 0   |
| Posesión del balón | 66% | 34% |

| Alineación inicial |

| 1     | POR   | Carlos Acevedo     |     |
| 8     | DEF   | Carlos Orrantía    | 82' |
| 5     | DEF   | Félix Torres       |     |
| 21    | DEF   | Matheus Dória      |     |
| 190   | DEF   | Omar Campos        |     |
| 11    | MED   | Fernando Gorriarán | 76' |
| 6     | MED   | Alan Cervantes     |     |
| 7     | MED   | Juan Otero         |     |
| 10    | MED   | Diego Valdés       |     |
| 32    | DEL   | Ayrton Preciado    | 76' |
| 19    | DEL   | Eduardo Aguirre    | 87' |
| D. T. | D. T. | Guillermo Almada   |     |

| 1     | POR   | Jesús Corona        |     |
| 15    | DEF   | Ignacio Rivero      | 70' |
| 24    | DEF   | Juan Escobar        |     |
| 23    | DEF   | Pablo Aguilar       |     |
| 4     | DEF   | Julio Domínguez     |     |
| 16    | DEF   | Adrián Aldrete      | 86' |
| 7     | MED   | Luis Romo           | 86' |
| 22    | MED   | Rafael Baca         |     |
| 19    | MED   | Yoshimar Yotún      | 70' |
| 28    | MED   | Guillermo Fernández | 77' |
| 21    | DEL   | Jonathan Rodríguez  |     |
| D. T. | D. T. | Juan Reynoso        |     |

| 192 | DEL | Santiago Muñoz    | 76' |
| 23  | MED | Andrés Ibargüen   | 76' |
| 27  | MED | Jesús Isijara     | 82' |
| 30  | DEL | Ignacio Jeraldino | 87' |

| 9  | DEL | Walter Montoya   | 70' |
| 31 | MED | Orbelín Pineda   | 70' |
| 12 | MED | Joaquín Martínez | 77' |
| 29 | DEL | Santiago Giménez | 86' |
| 11 | MED | Elías Hernández  | 86' |

| 71' | Luis Romo | 0:1 |

| Principal  | Fernando Guerrero Ramírez        |
| Asistentes | Michel Alejandro Morales Morales |
|            | José Ibrahim Martínez Chavarría  |
| Cuarto     | Diego Montaño Robles             |

|                    |     |     |
| Tiros              | 16  | 8   |
| Tiros a puerta     | 1   | 4   |
| Faltas             | 5   | 13  |
| Saques de esquina  | 9   | 8   |
| Penaltis           | 0   | 0   |
| Fueras de juego    | 1   | 0   |
| Posesión del balón | 66% | 34% |

| Alineación inicial |

#### Final - Vuelta
| 1     | POR   | Jesús Corona        |     |
| 24    | DEF   | Juan Escobar        |     |
| 23    | DEF   | Pablo Aguilar       |     |
| 4     | DEF   | Julio Domínguez     |     |
| 15    | DEF   | Ignacio Rivero      | 82' |
| 7     | MED   | Luis Romo           |     |
| 22    | MED   | Rafael Baca         |     |
| 28    | MED   | Guillermo Fernández | 61' |
| 25    | MED   | Roberto Alvarado    | 45' |
| 31    | MED   | Orbelín Pineda      | 45' |
| 21    | DEL   | Jonathan Rodríguez  | 86' |
| D. T. | D. T. | Juan Reynoso        |     |

| 1     | POR   | Carlos Acevedo     |     |
| 8     | DEF   | Carlos Orrantía    |     |
| 5     | DEF   | Félix Torres       |     |
| 21    | DEF   | Matheus Dória      |     |
| 190   | DEF   | Omar Campos        |     |
| 11    | MED   | Fernando Gorriarán | 55' |
| 6     | MED   | Alan Cervantes     |     |
| 7     | MED   | Juan Otero         | 77' |
| 10    | MED   | Diego Valdés       |     |
| 32    | DEL   | Ayrton Preciado    | 69' |
| 19    | DEL   | Eduardo Aguirre    | 68' |
| D. T. | D. T. | Guillermo Almada   |     |

| 29 | DEL | Santiago Giménez | 45' |
| 19 | MED | Yoshimar Yotún   | 45' |
| 16 | DEF | Adrián Aldrete   | 61' |
| 9  | DEL | Walter Montoya   | 82' |
| 12 | DEF | Joaquín Martínez | 86' |

| 22  | MED | Ronaldo Prieto  | 55' |
| 192 | DEL | Santiago Muñoz  | 68' |
| 23  | MED | Andrés Ibargüen | 69' |
| 12  | DEL | Jesús Ocejo     | 77' |

| 51' | Jonathan Rodríguez | 1:1 |

| 36' | Diego Valdés | 0:1 |

| 90+9' | Santiago Giménez |

| 90+9' | Matheus Dória |

| Principal  | Fernando Hernández Gómez       |
| Asistentes | Alberto Morín Méndez           |
|            | Karen Janett Díaz Medina       |
| Cuarto     | Luis Enrique Santander Aguirre |

|                    |     |     |
| Tiros              | 10  | 11  |
| Tiros a puerta     | 3   | 1   |
| Faltas             | 13  | 10  |
| Saques de esquina  | 6   | 8   |
| Penaltis           | 0   | 0   |
| Fueras de juego    | 0   | 0   |
| Posesión del balón | 35% | 65% |

| Alineación inicial |

| 1     | POR   | Jesús Corona        |     |
| 24    | DEF   | Juan Escobar        |     |
| 23    | DEF   | Pablo Aguilar       |     |
| 4     | DEF   | Julio Domínguez     |     |
| 15    | DEF   | Ignacio Rivero      | 82' |
| 7     | MED   | Luis Romo           |     |
| 22    | MED   | Rafael Baca         |     |
| 28    | MED   | Guillermo Fernández | 61' |
| 25    | MED   | Roberto Alvarado    | 45' |
| 31    | MED   | Orbelín Pineda      | 45' |
| 21    | DEL   | Jonathan Rodríguez  | 86' |
| D. T. | D. T. | Juan Reynoso        |     |

| 1     | POR   | Carlos Acevedo     |     |
| 8     | DEF   | Carlos Orrantía    |     |
| 5     | DEF   | Félix Torres       |     |
| 21    | DEF   | Matheus Dória      |     |
| 190   | DEF   | Omar Campos        |     |
| 11    | MED   | Fernando Gorriarán | 55' |
| 6     | MED   | Alan Cervantes     |     |
| 7     | MED   | Juan Otero         | 77' |
| 10    | MED   | Diego Valdés       |     |
| 32    | DEL   | Ayrton Preciado    | 69' |
| 19    | DEL   | Eduardo Aguirre    | 68' |
| D. T. | D. T. | Guillermo Almada   |     |

| 29 | DEL | Santiago Giménez | 45' |
| 19 | MED | Yoshimar Yotún   | 45' |
| 16 | DEF | Adrián Aldrete   | 61' |
| 9  | DEL | Walter Montoya   | 82' |
| 12 | DEF | Joaquín Martínez | 86' |

| 22  | MED | Ronaldo Prieto  | 55' |
| 192 | DEL | Santiago Muñoz  | 68' |
| 23  | MED | Andrés Ibargüen | 69' |
| 12  | DEL | Jesús Ocejo     | 77' |

| 51' | Jonathan Rodríguez | 1:1 |

| 36' | Diego Valdés | 0:1 |

| 90+9' | Santiago Giménez |

| 90+9' | Matheus Dória |

| Principal  | Fernando Hernández Gómez       |
| Asistentes | Alberto Morín Méndez           |
|            | Karen Janett Díaz Medina       |
| Cuarto     | Luis Enrique Santander Aguirre |

|                    |     |     |
| Tiros              | 10  | 11  |
| Tiros a puerta     | 3   | 1   |
| Faltas             | 13  | 10  |
| Saques de esquina  | 6   | 8   |
| Penaltis           | 0   | 0   |
| Fueras de juego    | 0   | 0   |
| Posesión del balón | 35% | 65% |

| Alineación inicial |

| 1     | POR   | Jesús Corona        |     |
| 24    | DEF   | Juan Escobar        |     |
| 23    | DEF   | Pablo Aguilar       |     |
| 4     | DEF   | Julio Domínguez     |     |
| 15    | DEF   | Ignacio Rivero      | 82' |
| 7     | MED   | Luis Romo           |     |
| 22    | MED   | Rafael Baca         |     |
| 28    | MED   | Guillermo Fernández | 61' |
| 25    | MED   | Roberto Alvarado    | 45' |
| 31    | MED   | Orbelín Pineda      | 45' |
| 21    | DEL   | Jonathan Rodríguez  | 86' |
| D. T. | D. T. | Juan Reynoso        |     |

| 1     | POR   | Carlos Acevedo     |     |
| 8     | DEF   | Carlos Orrantía    |     |
| 5     | DEF   | Félix Torres       |     |
| 21    | DEF   | Matheus Dória      |     |
| 190   | DEF   | Omar Campos        |     |
| 11    | MED   | Fernando Gorriarán | 55' |
| 6     | MED   | Alan Cervantes     |     |
| 7     | MED   | Juan Otero         | 77' |
| 10    | MED   | Diego Valdés       |     |
| 32    | DEL   | Ayrton Preciado    | 69' |
| 19    | DEL   | Eduardo Aguirre    | 68' |
| D. T. | D. T. | Guillermo Almada   |     |

| 29 | DEL | Santiago Giménez | 45' |
| 19 | MED | Yoshimar Yotún   | 45' |
| 16 | DEF | Adrián Aldrete   | 61' |
| 9  | DEL | Walter Montoya   | 82' |
| 12 | DEF | Joaquín Martínez | 86' |

| 22  | MED | Ronaldo Prieto  | 55' |
| 192 | DEL | Santiago Muñoz  | 68' |
| 23  | MED | Andrés Ibargüen | 69' |
| 12  | DEL | Jesús Ocejo     | 77' |

| 51' | Jonathan Rodríguez | 1:1 |

| 36' | Diego Valdés | 0:1 |

| 90+9' | Santiago Giménez |

| 90+9' | Matheus Dória |

| Principal  | Fernando Hernández Gómez       |
| Asistentes | Alberto Morín Méndez           |
|            | Karen Janett Díaz Medina       |
| Cuarto     | Luis Enrique Santander Aguirre |

|                    |     |     |
| Tiros              | 10  | 11  |
| Tiros a puerta     | 3   | 1   |
| Faltas             | 13  | 10  |
| Saques de esquina  | 6   | 8   |
| Penaltis           | 0   | 0   |
| Fueras de juego    | 0   | 0   |
| Posesión del balón | 35% | 65% |

| Alineación inicial |

| 1     | POR   | Jesús Corona        |     |
| 24    | DEF   | Juan Escobar        |     |
| 23    | DEF   | Pablo Aguilar       |     |
| 4     | DEF   | Julio Domínguez     |     |
| 15    | DEF   | Ignacio Rivero      | 82' |
| 7     | MED   | Luis Romo           |     |
| 22    | MED   | Rafael Baca         |     |
| 28    | MED   | Guillermo Fernández | 61' |
| 25    | MED   | Roberto Alvarado    | 45' |
| 31    | MED   | Orbelín Pineda      | 45' |
| 21    | DEL   | Jonathan Rodríguez  | 86' |
| D. T. | D. T. | Juan Reynoso        |     |

| 1     | POR   | Carlos Acevedo     |     |
| 8     | DEF   | Carlos Orrantía    |     |
| 5     | DEF   | Félix Torres       |     |
| 21    | DEF   | Matheus Dória      |     |
| 190   | DEF   | Omar Campos        |     |
| 11    | MED   | Fernando Gorriarán | 55' |
| 6     | MED   | Alan Cervantes     |     |
| 7     | MED   | Juan Otero         | 77' |
| 10    | MED   | Diego Valdés       |     |
| 32    | DEL   | Ayrton Preciado    | 69' |
| 19    | DEL   | Eduardo Aguirre    | 68' |
| D. T. | D. T. | Guillermo Almada   |     |

| 29 | DEL | Santiago Giménez | 45' |
| 19 | MED | Yoshimar Yotún   | 45' |
| 16 | DEF | Adrián Aldrete   | 61' |
| 9  | DEL | Walter Montoya   | 82' |
| 12 | DEF | Joaquín Martínez | 86' |

| 22  | MED | Ronaldo Prieto  | 55' |
| 192 | DEL | Santiago Muñoz  | 68' |
| 23  | MED | Andrés Ibargüen | 69' |
| 12  | DEL | Jesús Ocejo     | 77' |

| 51' | Jonathan Rodríguez | 1:1 |

| 36' | Diego Valdés | 0:1 |

| 90+9' | Santiago Giménez |

| 90+9' | Matheus Dória |

| Principal  | Fernando Hernández Gómez       |
| Asistentes | Alberto Morín Méndez           |
|            | Karen Janett Díaz Medina       |
| Cuarto     | Luis Enrique Santander Aguirre |

|                    |     |     |
| Tiros              | 10  | 11  |
| Tiros a puerta     | 3   | 1   |
| Faltas             | 13  | 10  |
| Saques de esquina  | 6   | 8   |
| Penaltis           | 0   | 0   |
| Fueras de juego    | 0   | 0   |
| Posesión del balón | 35% | 65% |

| Alineación inicial |

| Campeón Guard1anes Clausura 2021 |
| -------------------------------- |
|                                  |
| Cruz Azul                        |
| 9.º Título                       |

## Estadísticas

### Clasificación juego limpio
- Datos según la página oficial.
- Fecha de actualización: 2 de mayo de 2021

| Lugar                                | Club                                 |          |          |          | Puntos   |
| ------------------------------------ | ------------------------------------ | -------- | -------- | -------- | -------- |
| 1                                    | Guadalajara                          | 20       | 0        | 1        | 23       |
| 2                                    | América                              | 19       | 0        | 2        | 25       |
| 3                                    | Cruz Azul                            | 30       | 0        | 1        | 33       |
| 4                                    | Santos                               | 31       | 0        | 1        | 34       |
| 5                                    | Tigres                               | 23       | 2        | 3        | 38       |
| 6                                    | UNAM                                 | 35       | 0        | 1        | 38       |
| 7                                    | Necaxa                               | 33       | 1        | 1        | 39       |
| 8                                    | Pachuca                              | 26       | 1        | 4        | 41       |
| 9                                    | León                                 | 36       | 0        | 2        | 42       |
| 10                                   | Querétaro                            | 33       | 0        | 3        | 42       |
| 11                                   | Puebla                               | 31       | 3        | 1        | 43       |
| 12                                   | Atlas                                | 31       | 1        | 3        | 43       |
| 13                                   | Monterrey                            | 32       | 2        | 2        | 44       |
| 14                                   | Mazatlán                             | 39       | 1        | 2        | 48       |
| 15                                   | Tijuana                              | 39       | 1        | 2        | 48       |
| 16                                   | Juárez                               | 42       | 0        | 2        | 48       |
| 17                                   | Toluca                               | 40       | 1        | 2        | 49       |
| 18                                   | Atlético de San Luis                 | 43       | 0        | 5        | 58       |
| Primera Tarjeta Amarilla             | Primera Tarjeta Amarilla             | 1 punto  | 1 punto  | 1 punto  | 1 punto  |
| Segunda Tarjeta Amarilla y Expulsión | Segunda Tarjeta Amarilla y Expulsión | 3 puntos | 3 puntos | 3 puntos | 3 puntos |
| Tarjeta Roja Directa                 | Tarjeta Roja Directa                 | 3 puntos | 3 puntos | 3 puntos | 3 puntos |

### Máximos goleadores
Lista con los máximos goleadores del torneo.
- Datos según la página oficial.

Fecha de actualización: 2 de mayo de 2021
| Posición | Jugador            | Club                 | Goles | Min. | Frec.  |
| -------- | ------------------ | -------------------- | ----- | ---- | ------ |
| 1º       | Alexis Canelo      | Toluca               | 11    | 1526 | 138.73 |
| 2.º      | Nicolás Ibáñez     | Atlético de San Luis | 10    | 1530 | 153    |
| 3.º      | Jonathan Rodríguez | Cruz Azul            | 9     | 1250 | 138.89 |
| =        | Santiago Ormeño    | Puebla               | 9     | 1202 | 133.56 |
| =        | Rogelio Funes Mori | Monterrey            | 9     | 1242 | 138    |
| 6.º      | Ángel Mena         | León                 | 8     | 1032 | 129    |
| =        | Fidel Martínez     | Tijuana              | 8     | 960  | 120    |
| 8.º      | Henry Martín       | América              | 7     | 844  | 120.57 |
| 9.º      | Víctor Dávila      | León                 | 6     | 973  | 162.17 |
| =        | José Juan Macías   | Guadalajara          | 6     | 1033 | 172.17 |
| =        | Nicolás López      | Tigres               | 6     | 647  | 107.83 |
| =        | Michael Estrada    | Toluca               | 6     | 1016 | 169.33 |
| =        | Ángel Sepúlveda    | Querétaro            | 6     | 1323 | 220.5  |

#### Tripletes o más
| Jugador         | Local  | Resultado | Visita   | Goles       | Fecha         | Jornada |
| --------------- | ------ | --------- | -------- | ----------- | ------------- | ------- |
| Alexis Canelo   | Toluca | 4 - 1     | Mazatlán | 19' 30' 87' | 7 de febrero  | 5       |
| Santiago Ormeño | Puebla | 4 - 0     | Juárez   | 4' 50' 69'  | 12 de febrero | 6       |

### Máximos asistentes
Lista con los máximos asistentes del torneo
- Datos según SoccerWay.

Fecha de actualización: 2 de mayo de 2021
| Pos. | Jugador         | Equipo      | Asistencia |      |
| ---- | --------------- | ----------- | ---------- | ---- |
| 1.º  | Rubens Sambueza | Toluca      | 6          | 1369 |
| 2.º  | Luis Romo       | Cruz Azul   | 5          | 1074 |
| =    | Jean Meneses    | León        | 5          | 1344 |
| =    | Omar Fernández  | Puebla      | 5          | 1309 |
| =    | Alexis Vega     | Guadalajara | 5          | 1268 |